# Bucătăria engleză

Ceai de după-amiază în stil tradițional englezesc în Philadelphia

Bucătăria engleză cuprinde stilurile de gătit, tradițiile și rețetele asociate cu Anglia. Aceasta își are propriile particularități, dar împărtășește multe aspecte și cu bucătăria britanică, datorita, în primul rând, importului de ingrediente și idei din  America, China și India în timpul Imperiului Britanic și ca urmare a imigrației postbelice .   
Unele mâncăruri tradiționale, cum ar fi pâinea și brânza, carnea prăjită și înăbușită, plăcintele cu carne și vânat, legumele fierte și ciorbele, precum și peștele de apă dulce și de apă sărată au origini ancestrale. Cartea englezească de bucate Forme of Cury conține rețetele acestor preparate  și datează din timpul domniei lui Richard al II-lea, mai exact din secolul al XIV-lea.
Gastronomia englezească a fost influențată de ingredientele și stilurile de gătit străine încă din Evul Mediu. Curry a fost introdus din subcontinentul indian și adaptat gusturilor englezești din secolul al XVIII-lea cu rețeta de pui cu curry a Hannei Glasse. De-a lungul epocii victoriene, rețetele englezești au fost influențate de Bucătăria franceză. După rațiile de mâncare aduse de cel de- al doilea război mondial, o mare influență a avut cartea lui Elizabeth David A Book of Mediterranean Food, care aducea bucătăria italiană în casele englezești. Succesul ei i-a încurajat pe alți autori de cărți de gătit să descrie și alte stiluri, inclusiv bucătăria chineză și tailandeză. Astfel, Anglia continua să preia idei culinare din întreaga lume.

## Istorie

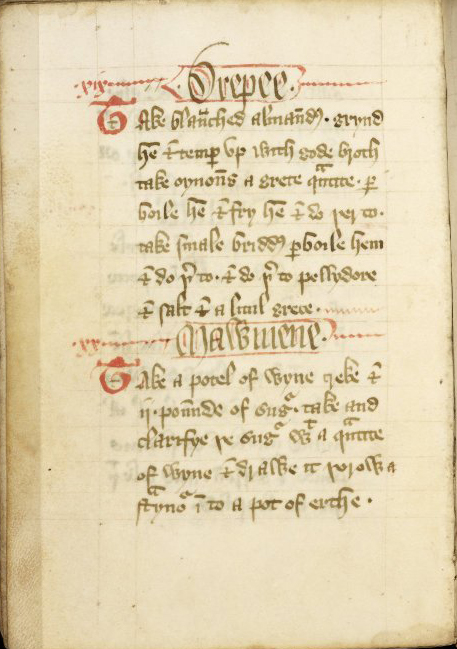
Rețete din The Forme of Cury pentru „drepee”, carne de pasăre fiartă cu migdale și ceapă prăjită și „mawmenee”, o tocană dulce de capon sau fazan cu scorțișoară, ghimbir, cuișoare, curmale și nuci de pin, colorate cu lemn de santal, c. 1390

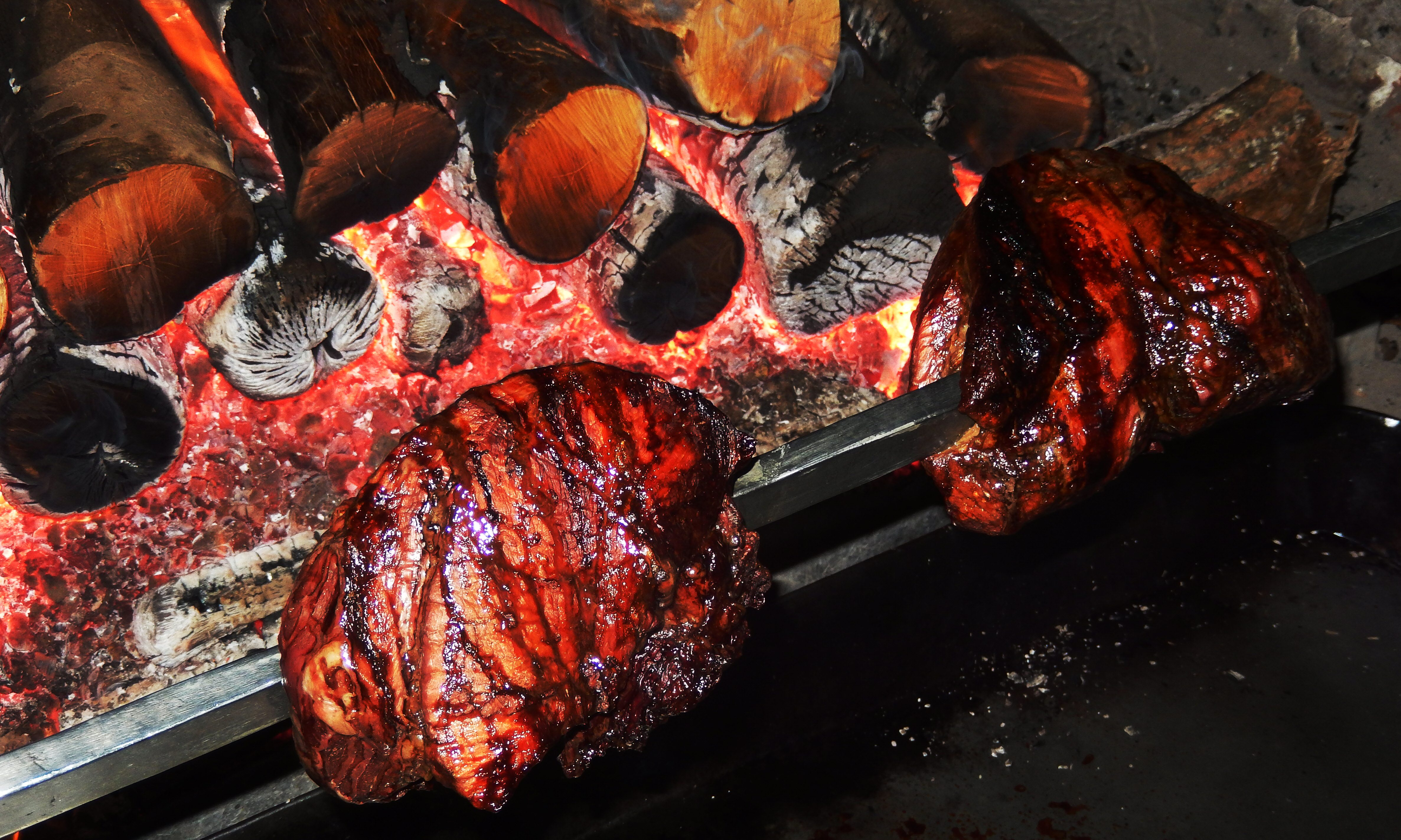
Carnea a început să fie prăjită la Palatul Hampton Court încă din timpul dinastiei Tudorilor.

### Evul Mediu
Bucătăria engleză s-a dezvoltat de-a lungul mai multor secole, de la apariția colecției de rețete The Forme of Cury, scrisă în Evul Mediu, în jurul anului 1390, sub domnia regelui Richard al II-lea .  Cartea cuprinde rețete creative și sofisticate, cu sosuri picante dulci-acrișoare îngroșate cu pâine sau cu migdale fierte, decojite, uscate și măcinate, utilizate adesea în patiserie. Rețeta de turtă dulce poate fi găsită printre acestea. Carnea prăjită din acele timpuri, nu este cea pe care o vedem astăzi în filmele de la Hollywood, subliniază Clarissa Dickson Wright în A History of English Food.
În schimb, felurile de mâncare medievale aveau adesea textura unui piure, putând conține bucăți mici de carne sau pește: 48% din rețetele din manuscrisul lui Beinecke sunt feluri de mâncare similare cu tocanele sau piureurile. Aceste preparate ar putea fi împărțite în trei categorii: acrișoare, cu vin, oțet și condimente puse în sos, îngroșate cu pâine; dulci acrișoare, cu zahăr și oțet; și dulci, folosind doar zahăr, care era scump în vremea accea. „Mortruys ” este o astfel de garnitură de piure dulce pentru carne sau pește, găsită în manuscrisul lui Beinecke. Aceasta conținea șofran și se îngroșa cu ou.
„Luați carne de clapon și porc, le fierbeți și le transformați în pireu înmuiat cu lapte de migdale și-l dregeți cu bulion. Se pune pe foc, după care se adaugă zahăr și șofran. Când începe să fiarbă, punem puțin lapte, se dă în clocot, se ia de pe foc și se adaugă ouă de prepeliță. Se servește presărat cu pudră de ghimbir.”
Un alt manuscris, Utilis Coquinario, menționează feluri de mâncare precum „pyany”, carne de păsăre ornate cu bujori, „hyppee”, pastă de măceșe și păsări precum cormoranii și sitarii.

### Secolul al XVI-lea
Numărul cărților tipărite de gastronomie a crescut în Perioada Modernă, deși prima carte Boke of Cokery, care a fost tipărită de Richard Pynson în 1500, cuprindea texte medievale.
Următoarea carte, A Proper Newe Booke of Cokerye, a fost publicată abia după 1545. The Secretes of the Reverende Maister Alexis of Piermont a fost publicată în 1558, fiind traducerea din franceză în engleză a operei italiene a lui Alessio Piemontese despre cofetărie . Numărul de titluri s-a extins rapid spre sfârșitul secolului, incluzând The Good Huswifes Jewell din 1585 al lui Thomas Dawson, Book of Cookrye de „AW” în 1591 și The Good Hous-wives Handmaide în 1594 . Aceste cărți erau de două categorii: colecții de așa-numite secrete de cofetărie și remedii pentru sănătate, destinate doamnelor din înalta societate, și sfaturi privind bucătăria și modul de gestionare a unei gospodării, destinate femeilor din clasa de mijloc, cel mai probabil soțiile din mica aristocrație, ale preoților și ale militarilor.}}

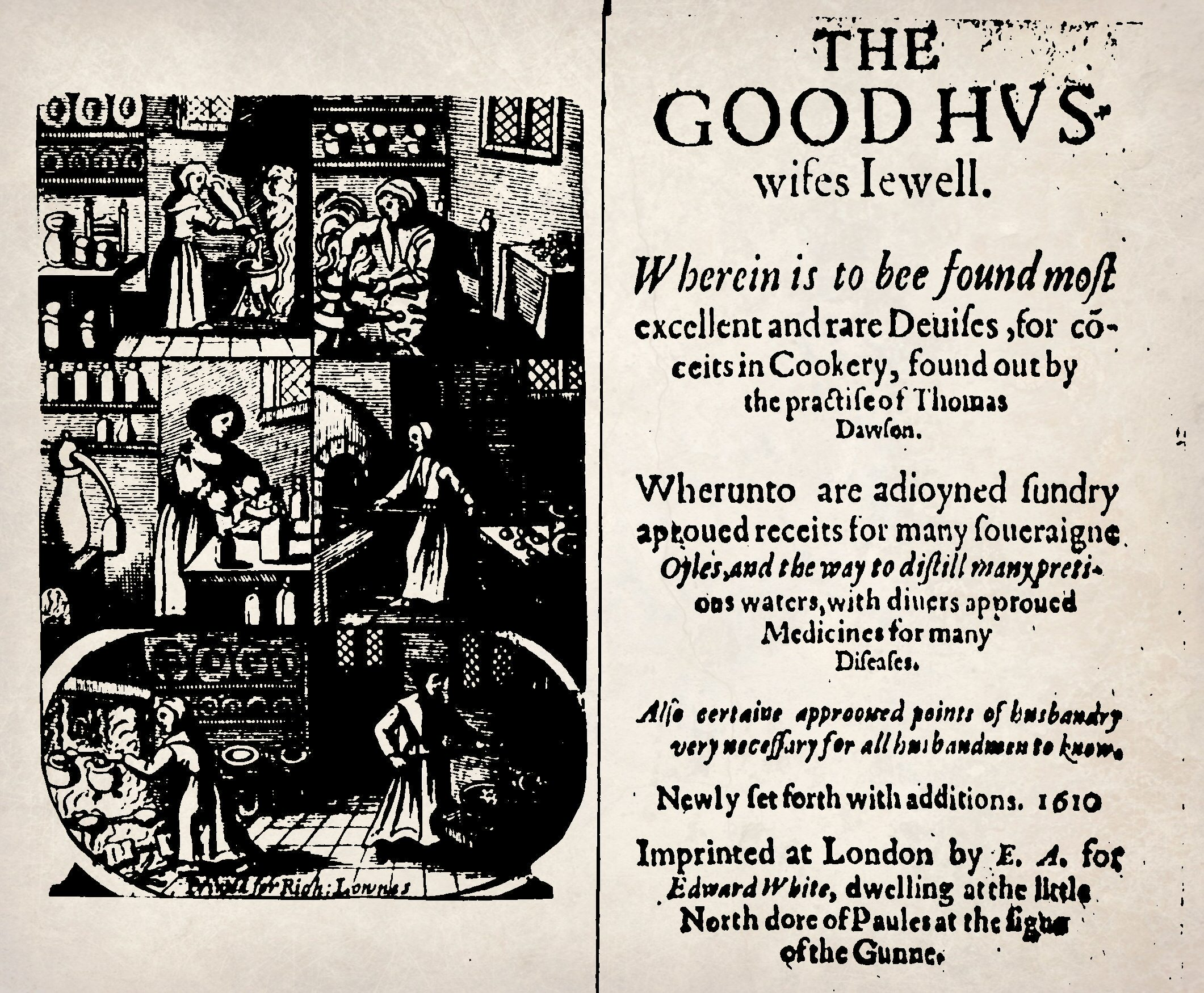
Bijuteria Good Huswifes a lui Thomas Dawson a fost publicată pentru prima dată în 1585.

Gusturile englezești au evoluat în secolul al XVI-lea în cel puțin trei moduri.  În primul rând, rețetele au accentuat echilibrul dintre dulce și acru.  În al doilea rând, untul devine un ingredient important în sosuri, o tendință care a continuat în secolele ulterioare.  În al treilea rând, ierburile aromatice, care ar putea fi cultivate local, dar care au fost puțin folosite în Evul Mediu, au început să înlocuiască condimentele.  În  Book of Cookrye, 35% din rețetele pentru tocane și sosuri pentru carne includ ierburi aromatice, cel mai frecvent cimbru . Pe de altă parte, 76% din aceste rețete cu au continuat sa foloseasca combinatiile medievale de fructe uscate  si zahar, împreuna sau separat.  Au apărut și noi ingrediente din țări îndepărtate: Bijuteria Good Huswifes a introdus cartofii dulci (din America tropicală) alături de rețetele medievale familiare. 
[./Https://en.wikipedia.org/wiki/Elinor%20Fettiplace's%20Receipt%20Book Receipt Book] a Elionorei Fettiplace, elaborată în 1604 (și publicată pentru prima dată în 1986) oferă o imagine veridică a bucătăriei elizabeteane . Cartea oferă rețete pentru diferite sortimente de pâine, cum ar fi pâinile cu unt; pentru prăjituri cu mere; conserve și murături; și un tort pentru 100 de persoane. Apar ingrediente noi; Apar ingrediente noi; o reteta de rântas pentru spata de oaie în care se folosesc citricele recent apărute:  
„Luați o spată de oaie și prăjiți-o pe jumătate apoi tăiați-o în felii groase și recuperați sosul;  puneți vin alb îndulcit cu scorțișoară, câteva cuișoare, nucșoară și coaja de la o portocală  și mărunțiți-le. Puneți la fiert carnea de oaie împreună cu aceste  ingrediente, adaugați sucul de la portocală, și lăsați să fiarbă în continuare. Când este destul de fiert așezați carnea, apoi tăiați 10 felii de lamâie pe care le puneți peste carne și serviți ca atare” 

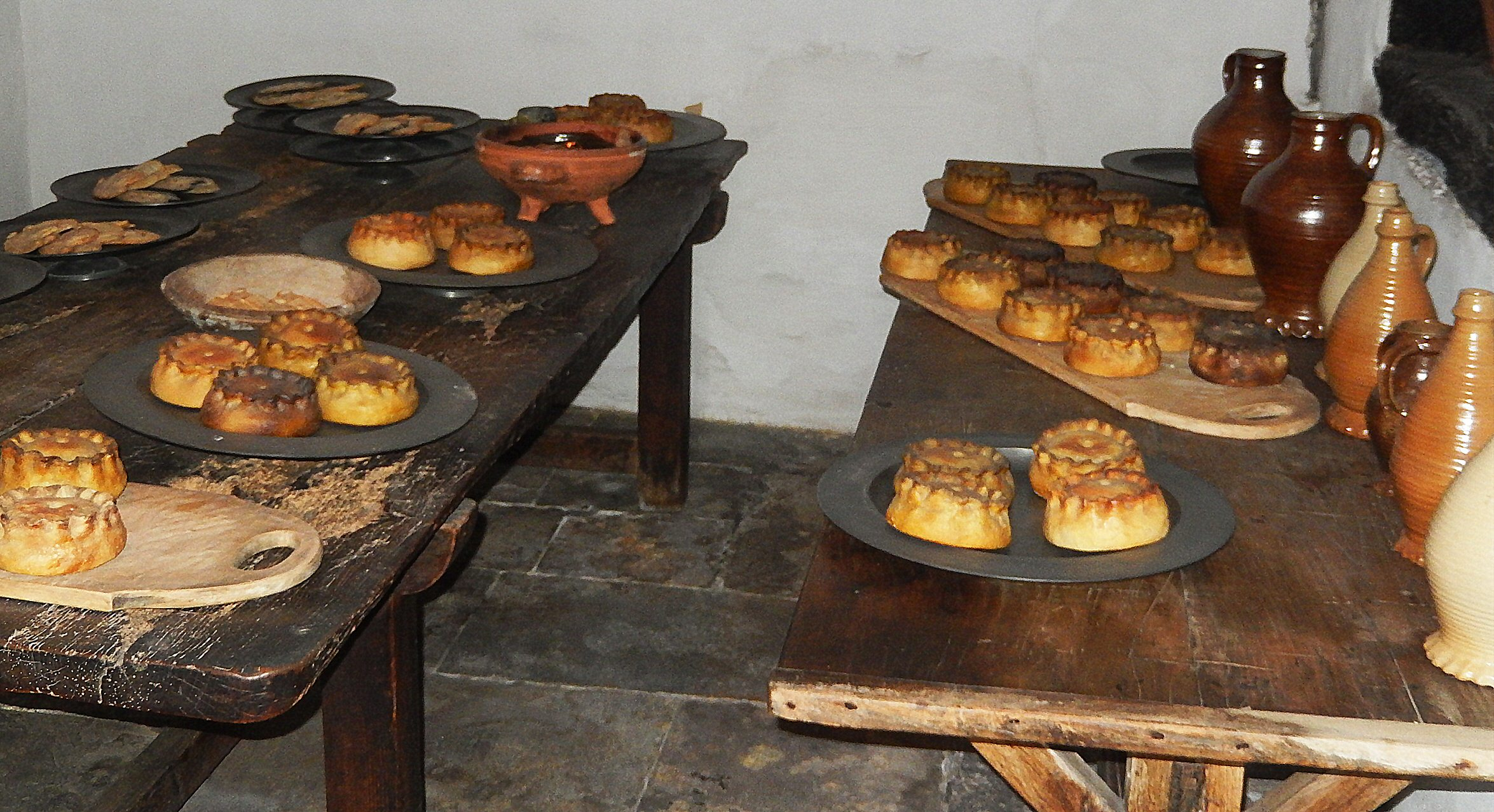
Încă din timpul dinastiei Tudorilor plăcintele au ocupat un loc important în bucătăria englezească.

Plăcintele erau importante atât ca hrană, cât și pentru spectacol; cântecul pentru copii "Sing a Song of Sixpence", cu replicile sale „Patru și douăzeci de mere / Coapte într-o plăcintă. // Când plăcinta a fost deschisă, Păsările au început să cânte” se referă la obiceiul de a pune păsări vii sub crusta plăcintei chiar inainte de a o servi la un banchet.  

### Secolul al XVII-lea

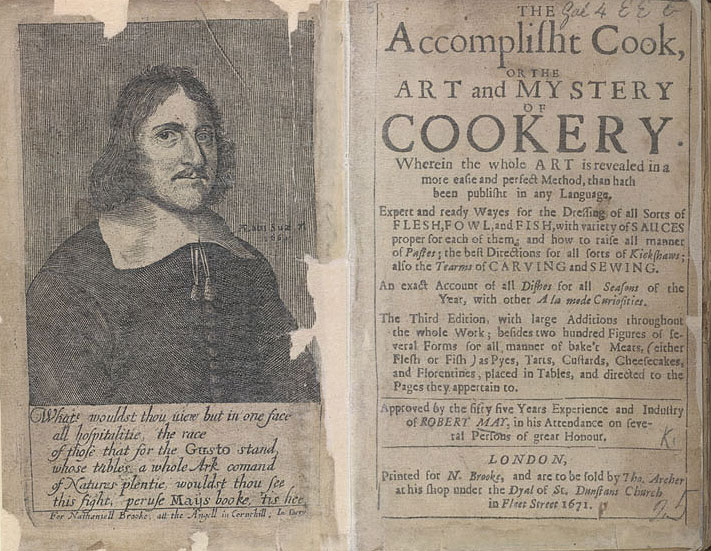
The Accomplisht Cook, de Robert May, a fost publicată pentru prima dată în 1660

Cea mai vândută carte de bucătărie de la începutul secolului al XVII-lea a fost The English Huswife a lui Gervase Markham, publicată în 1615. Se pare că rețetele sale provin din colecția unei nobile decedate și, prin urmare, datează din epoca elisabetană sau mai devreme. Femeile deveneau astfel atât autoarele cărților de bucătărie, cât și cititorii lor, deși doar aproximativ 10% dintre femeile din Anglia au învățat să citească până în 1640. Rețetele lui Markham sunt diferite de cele medievale; trei sferturi din sosurile sale pentru carne și plăcinte cu carne utilizând o combinație de dulce-acrișor. în acest sens, el afirmă:
„Când o ciorbă este prea dulce, o acrim cu oțet, când ea este prea acră o îndulcim cu zahăr, pentru a-i da prospețime, adăugăm zeamă de lămâie sau portocală, iar pentru a o aromatiza folosim condimente și ierburi aromatice.”
Cartea lui Robert May, The Accomplisht Cook a fost publicată în 1660 când el avea 72 de ani.  Cartea includea un număr considerabil de rețete pentru supe și tocane,  38 rețete pentru sturioni și un număr mare de plăcinte care conțin în mod diferit pești (inclusiv sturion), carne (inclusiv plăcintă de battalia ) și umpluturi dulci. 
Influența franceză este evidentă în The Cooks Guide, 1664, de Hannah Woolley . Rețetele sale sunt concepute pentru a le permite cititorilor săi  să imite stilul francez, la modă în acea vreme, pentru a găti sosuri elaborate. Ea a combinat utilizarea „vinului de Bordeaux ”  și anșoa cu ingrediente tradiționale, precum zahărul, fructele uscate și oțetul. 

### Secolul al XVIII-lea

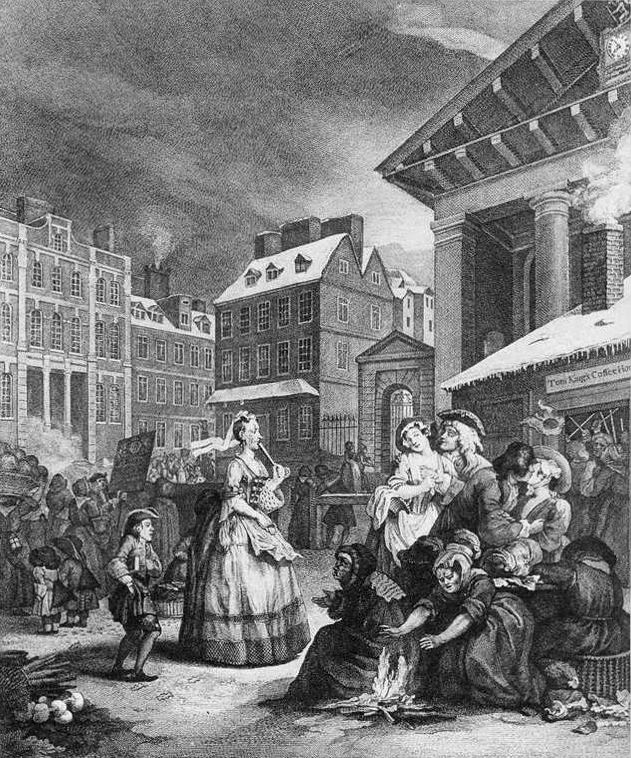
Cafeneaua lui Tom King în pictura lui William Hogarth Four Times of the Day, 1738

The Cooks and Confectioners Dictionary (1723) al lui John Nott, a avut puține precedente, dar autorul a ales să pună rețetele în ordine alfabetică, de la Al (ale în engleză este un tip de bere) la Zest (coajă de portocală) . Cartea cuprindea tot felul de rețete, de la supe și salate la mezeluri și pește, precum și produse de paste de toate tipurile, produse de patiserie și fabricarea berii, cidrului și vinului. Oferea meniuri pentru fiecare lună a anului . 
În Diary of a Country Parson, James Woodforde menționează multe tipuri de alimentele consumate în Anglia secolului  al XVIII-lea de către cei care aveau o bună stare materială .    În 8 iunie 1781, pentru niște vecini veniți în vizită, acesta le gătește la cină:
“Doi pui fierți și o limbă de vacă, un picior de oaie fiert și capere cu budincă pentru primul fel; la felul al doilea, friptură de rață și mazăre verde, niște anghinare, tarte și blancmange. După cină, migdale și stafide, portocale și căpșuni, vin din zonele montane și vin de Porto. Mazărea și căpșunii sunt primele culese de mine anul acesta. Am avut o zi plăcută.”
Un alt preot de la țară, Gilbert White, în The Natural History of Selborne (1789) scrie despre consumul mare de legume la oamenii de rând din satele din sudul Angliei. Printre legume el menționa cartofii, aduși din America și care au început să fie cultivați doar în timpul domniei  regelui George al III-lea :„Tarabele verzi din orașe întrețin acum mulțimile într-o stare de confort, în timp ce grădinarii se îmbogățesc. Fiecare muncitor cinstit are, de asemenea, grădina sa care îl ajută să se întrețină. Fermierii de rând le dau muncitorilor să mănânce multă fasole, mazăre și verdețuri cu bacon.”
Cartea Hannahei Glasse The Art of Cookery made Plain and Easy  a fost cea mai vândută carte de gastronomie a secolului încă de la publicarea sa în 1747. A ajuns la cel puțin 40 de ediții și a fost des piratată. 

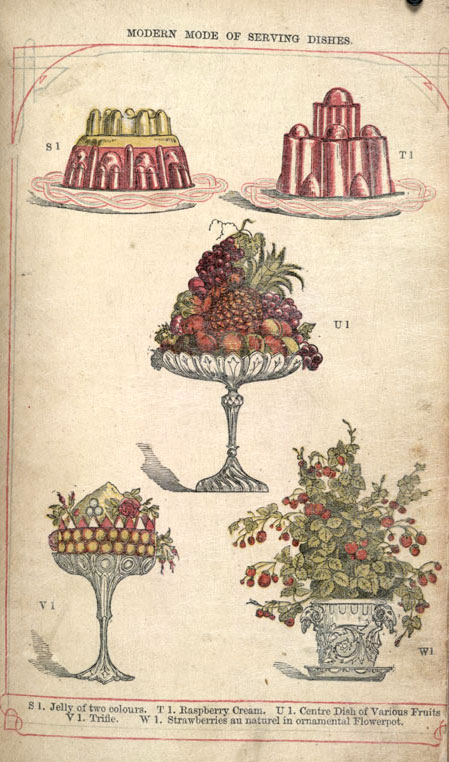
Așa arătau budincile englezești, conform Mrs Beeton's 1861

### Secolul al XIX-lea

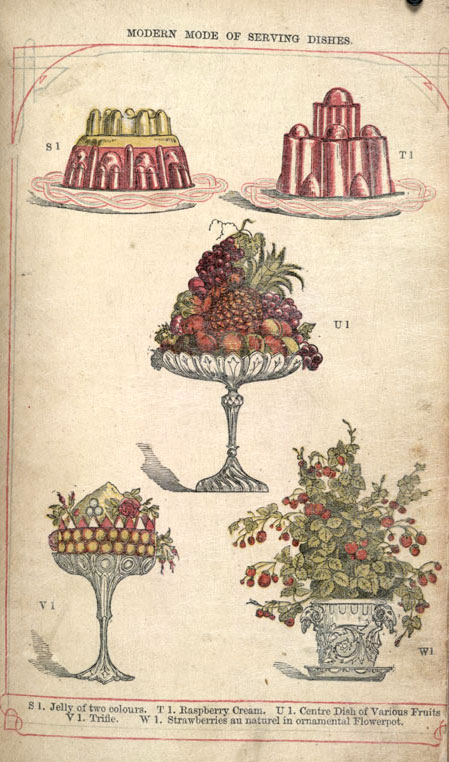
Așa arătau budincile englezești, conform Mrs Beeton's Book of Household Management, 1861

Bucătăria englezească a fost sistematiză și a devenit accesibilă clasei de mijloc printr-o serie de cărți renumite, autorii lor devenind foarte cunoscuți. Una din primele cărți apărute a fost cea a Mariei Eliza Rundell A New System of Domestic Cookery ( Un nou sistem al bucătăriei de acasă), 1806. Această carte a ajuns până la cea de-a 67 ediție în 1844, fiind vândute sute de mii de exemplare in Marea Britanie și America. A urmat apoi cartea Elizei Acton Modern Cookery for Private Families („Gastronomia modernă pentru familii”) 1845, pe care Bee Wilson a numit-o „cea mai bună carte de gastronomie în limba noastră”, dar  această carte este „modernă” doar pentru secolul al XIX-lea. 
Un exemplu de rețetă din Acton Modern Cookery for Private Families este „Quince Blanc-Mange (Delicious)”: 
"Dizolvați într-o jumătate de litru de suc de mere gutui 28g din cel mai bun ulei de pește. Adaugăți apoi 280g de zahăr și amestecați toate acestea împreună la foc mic pentru 20-30 de minute sau până ce compoziția se înmoaie. Îndepărtați ușor spuma, iar apoi turnați treptat compoziția într-o jumătate de litru de cremă, amestecați energic până când compoziția este omogenă și se răcește puțin, turnați-o apoi într-o formă care a fost ștearsă cu puțin din cel mai bun ulei pentru salate, sau, mai convenabil, o formă care a fost băgată în apă rece."
Eliza Acton a fost de urmată Isabella Beeton de care a scris cea mai faimoasă carte de gastronomie din Epoca Victoriană Mrs Beeton’s Book of Household Management ( Cartea doamnei Beeton pentru întreținerea casei) din 1861, care s-a vândută în peste 2 milioane de exemplare până în 1868.   În timp ce cartea Elizei Acton era una ușor de citit și plăcută, cartea Isabellei Beeton, ale cărei ediții ulterioare au fost scrise în mare măsură de alți autori, era un manual de instrucțiuni și rețete privit ca fiind necesar.  În mare măsură, cartea lui Beeton a fost plagiată de la autori precum Elizabeth Raffald și Eliza Acton. Bucătarul anglo-italian Charles Elmé Francatelli a devenit o celebritate, gătind pentru o serie de aristocrați, cluburi londoneze și oameni de viță nobilă, inclusiv regina Victoria . Cartea lui, The Modern Cook  din 1846 a avut 29 de ediții până în 1896, făcând renumită o gastronomie elaborată descrisă în întregime folosind terminologia franceză și oferind meniuri pentru mai bine de 300 de oameni.  
Trei dintre cele mai cunoscute băuturi calde din Anglia, ceaiul, cafeaua și ciocolata caldă, provin din afara Europei și erau des întâlnite în Epoca Victoriană.  Catherine de Braganza a adus obiceiul portughez al ceaiului. La început, prețul său ridicat l-a făcut accesibil doar celor bogați, dar prețul a scăzut treptat până în secolul al XIX-lea când ceaiul era foarte răspândit și în clasa de mijloc  Adusă în secolul al XVI-lea, cafeaua a devenit faimoasă în secolul al XVII-lea, în special în cafenele, prima fiind deschisă în Oxford în anul 1650.   Ciocolata caldă  era  o băutură des întâlnită încă din secolul al XVII-lea, cu mult înainte de a fi folosită ca aliment. Batoanele de ciocolată au fost făcute și comercializate de trei întreprinderi engleze fondate de  Quakeri,  Joseph Fry (1847),    Rowntree (1862),  și Cadbury (1868).

### Secolul al XX-lea
După cel de-Al Doilea Război Mondial, multe produse alimentare noi au devenit accesibile gospodăriilor obișnuite, cu mărci de alimente promovate pentru conveniența lor. Servitorii de la bucătărie făceau maioneze și budincă, cu timpul acestea au fost înlocuite de produsele alimentare gata preparate, în recipiente sau pudre pe care gospodinele puteau să le gătească repede. Cerealele în stil american (făcute din boabe de cereale procesate) au început să înlocuiască terciul și baconul cu ouă de la micul dejun al oamenilor din clasa mijlocie și pâinea cu margarină a săracilor. Dacă criza maritimă din timpul războiului a redus brusc importurile și posibilitatea de a alege dintr-o varietate de alimente, în anii '20 au apărut multe tipuri fructe importate din toată lumea, care erau de cea mai bună calitate, împachetate și care puteau fi păstrate în frigidere,  chiar și pe nave. Autorii din anii ‘30, Lady Sysonby de exemplu, au scris rețete din diverse țări.

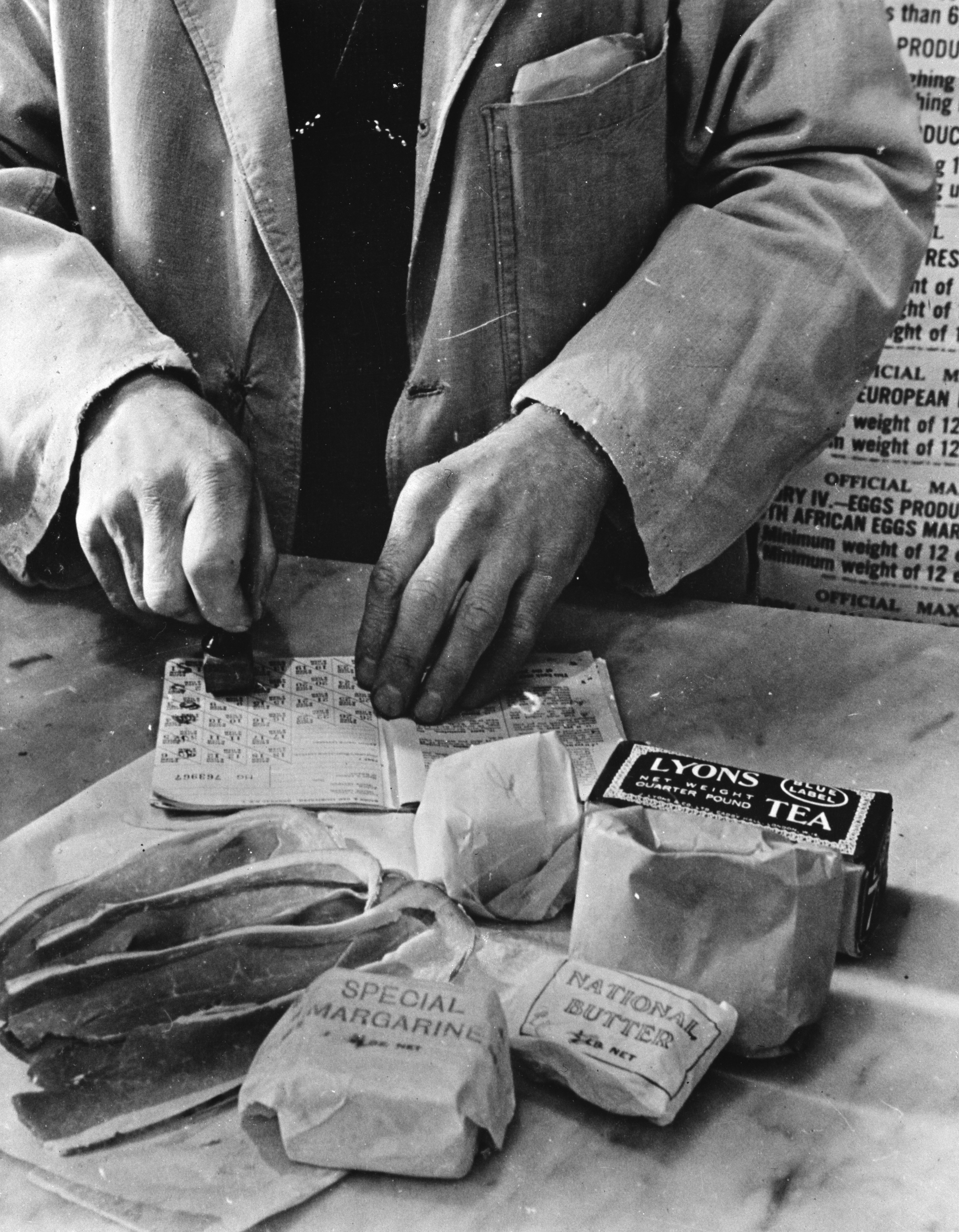
Emiterea rațiilor săptămânale, bacon, margarină, unt, zahăr, ceai și untură în 1943

Raționalizarea  a fost introdusă în 1940  pentru a face față crizei cauzate de problemele din timpul războiului. Alimente precum bananele, ceapa, și ciocolata au devenit greu de găsit, în vreme ce produse neobișnuite precum  ouăle uscate, cartofii uscat, carne de balenă,  snookul (o specie de pește din Africa de Sud),  și conservele cu carne de porc Spam  au apărut în alimentația englezilor. Din moment ce untul, zahărul, ouăle și făina erau raționalizate preparate engleze precum plăcintele și prăjiturile au devenit greu de făcut din rețetele tradiționale. În schimb, alimente precum morcovii erau folosite în numeroase feluri de mâncare, zaharurile lor naturale oferind dulceață noilor preparate precum ciocolata de casă cu morcovi. Dieta a fost mai puțin plăcută dar, paradoxal, datorită raționalizării, populația a devenit mai sănătoasă decât era înainte și, poate, decât este acum  Ministerul Alimentației  a angajat economiști, precum Marguerite Patten, pentru a le arăta oamenilor cum să gătească economic. După război, Patten a devenit unul dintre primii bucătari de televiziune și a vândut 17 milioane de exemplare din cele 170 de cărți ale sale. 

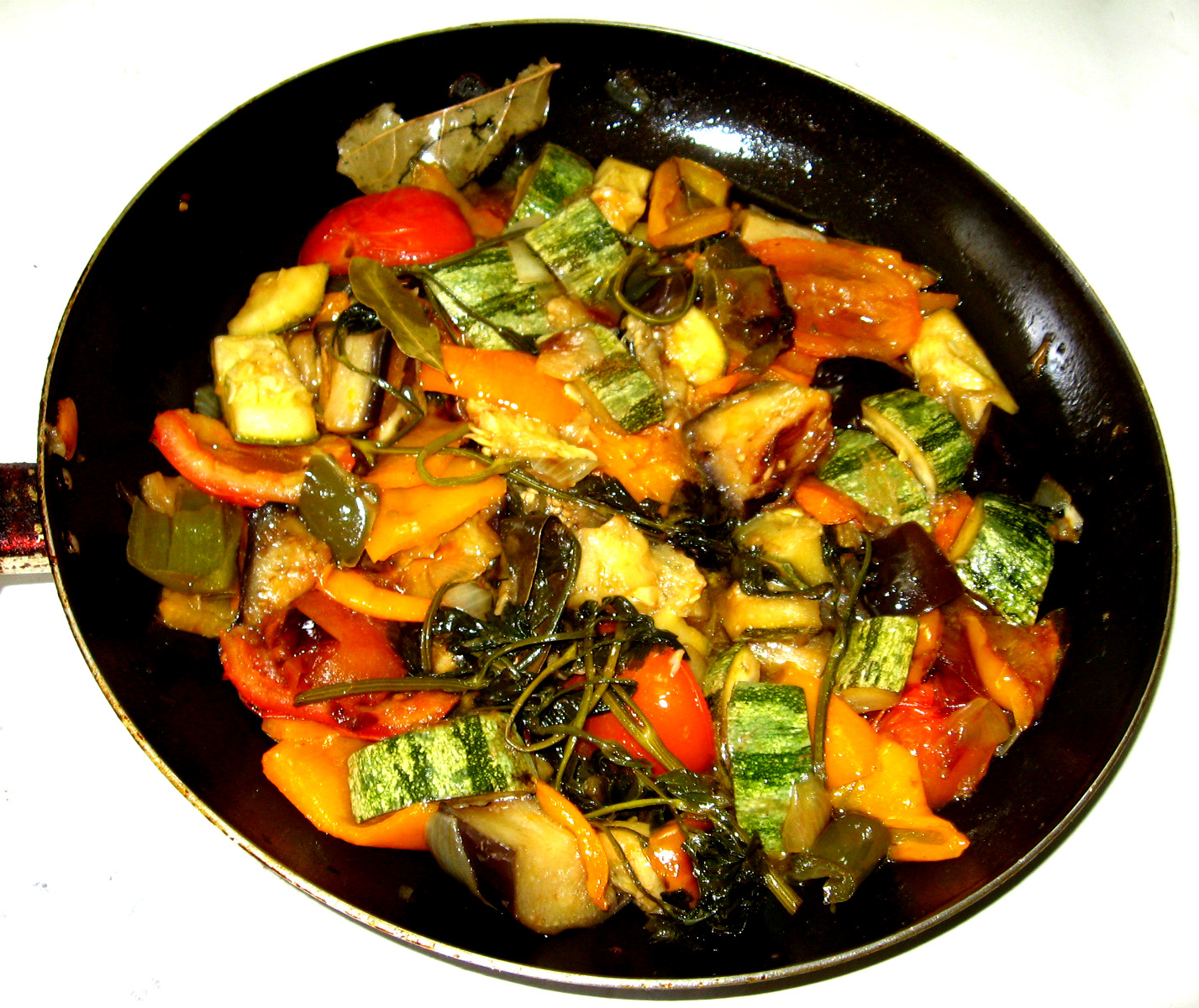
Cartea mâncării mediteraneene din 1950 a lui Elizabeth David a schimbat bucătăria engleză, aducând noi feluri de mâncare precum ratatouille.

Elizabeth David  a schimbat complet bucătăria engleză cu cartea ei din 1950 A Book of Mediterranean Food.  Scrisă într-o perioadă marcată de lipsuri, cartea ei începe cu “poate cel mai evocativ și motivațional pasaj din istoria scrisă a bucătăriei britanice”:
„Mâncarea de la țărmurile Mediteraneene, înzestrată cu toate resursele naturale, culoarea și savoarea sudului, este o combinație de tradiție și o strălucită improvizație. Geniul latin strălucește și în bucătărie. Modul de a găti este onorabil de asemenea; nimic din falsa Mare Bucătărie a International Palace Hotel."
Primele cinci cărți ale Elizabethei David au fost imprimate o jumătate de secol mai târziu, iar renumele său printre scriitori precum Nigel Slater și Clarissa Dickson Wright  are o mare influență. Istoricul alimentar Panikos Panayi sugerează că această influență se datorează faptului că ea a adus în mod conștient stilul străin de a găti în bucătăria engleză. Ea a făcut acest lucru printr-o scriere fină  și prin experiența practică pe care a avut-o trăind și gătind în țările despre care scria. Autoarea a distrus în mod deliberat miturile despre bucătăriilor din restaurante, descriind felul în care se gătea în casele din țările mediteraneene. Cărțile ei au deschis o nouă perspectivă pentru ceilalți autori de cărți de gastronomie, să folosească rețete străine. După Elizabeth David au urmat bucătari celebrii precum Philip Harben, Fanny Cradock, Graham Kerr („gurmandul galopant”) și Robert Carrier. 

## Stereotipuri
În 1953, primul bucătar celebru al Marii Britanii, Philip Harben a publicat cartea Preparate tradiționale din Marea Britanie (Tradional Dishes of Britain). Titlurile capitolelor includeau simplu "stereotipurile dietei britanice"  de  la pateurile din Cornwall și budinca Yorkshire până la fursecuri (shortbread) tocană din Lancashire, budincă cu carne și rinichi, țipar în aspic, frișcă naturală din smântână și pește cu cartofi prăjiți. Panayi scria că Harben a început cu contradicții și afirmații nefondate. El amintea de reputația Marii Britanii, de țara cu cea mai rea mâncare din lume dar susținea că bucătăria țării era, din punct de vedere tehnic, fără egal și că repertoriul național era mai mare decât al oricărei altei țări  
Sociologul Bob Ashley observă că în timp ce oamenii din Marea Britanie ar putea fi de acord că principala dietă a englezilor consta din produse precum cele de la micul dejun englezesc complet, friptură de vită cu toate garniturile, ceai cu biscuiți, și pește cu cartofi prăjiți, puțini au mâncat vreodată autenticele mic dejunuri, prânz și cină englezești într-o singură zi. Probabil, mulți dintre ei nu au mâncat niciodată în mod regulat vreun produs din listă. De altfel, Ashley preciza faptul că dieta englezilor se schimbă cu timpul, iar cărțile de gastronomie, în mod obișnuit includ preparate cu origini străine. El a remarcat că o cafenea din National Trust (o organizație caritabilă și asociativă care milita pentru conservarea patrimoniului național din Anglia, Țara Galilor și Irlanda de Nord),al cărei manager susținea “Nu ne este permis să facem mâncare străină... Nu pot să gătesc lasagna sau ceva asemănător”  dar serveau curry, pentru că “aparent", curry este un produs englezesc" . Bucătăria anglo-indiană a făcut într-adevăr parte din alimentația englezilor încă din secolul al XVIII-lea. 

Multe din presupusele preparate tradiționale englezești sunt relativ noi și pot fi încadrate în secolul, uneori chiar în anul, apariției lor în Marea Britanie. Astfel, piccalili (un preparat făcut din legume murate tăiate și condimente) a fost adus din India în secolul al XVIII-lea, fiind consemnat de Hannah Glasse, care a scris o rețetă în 1758.  În schimb, feluri de mâncare și sosuri care încă sunt considerate ca fiind străine, peștele în sos dulce-acrișor, de exemplu, este regăsit în cărțile cu rețete încă din Evul Mediu .   Alte preparate culinare au ajuns în forma actuală treptat, precum așa-numitul “englezescul mic dejun complet”. Aceste mic dejunuri sunt într-adevăr descrise în edițiile ulterioare ale “Doamnei Beeton” dar ca una dintre mai multe variante. Prin urmare, lista ei cu “Mic dejun în familie pentru o săptămână de iarnă” are pentru miercuri ceva ce arată destul de modern “pâine, brioșe, unt, salam, bacon prăjit, ouă fierte”;  . 

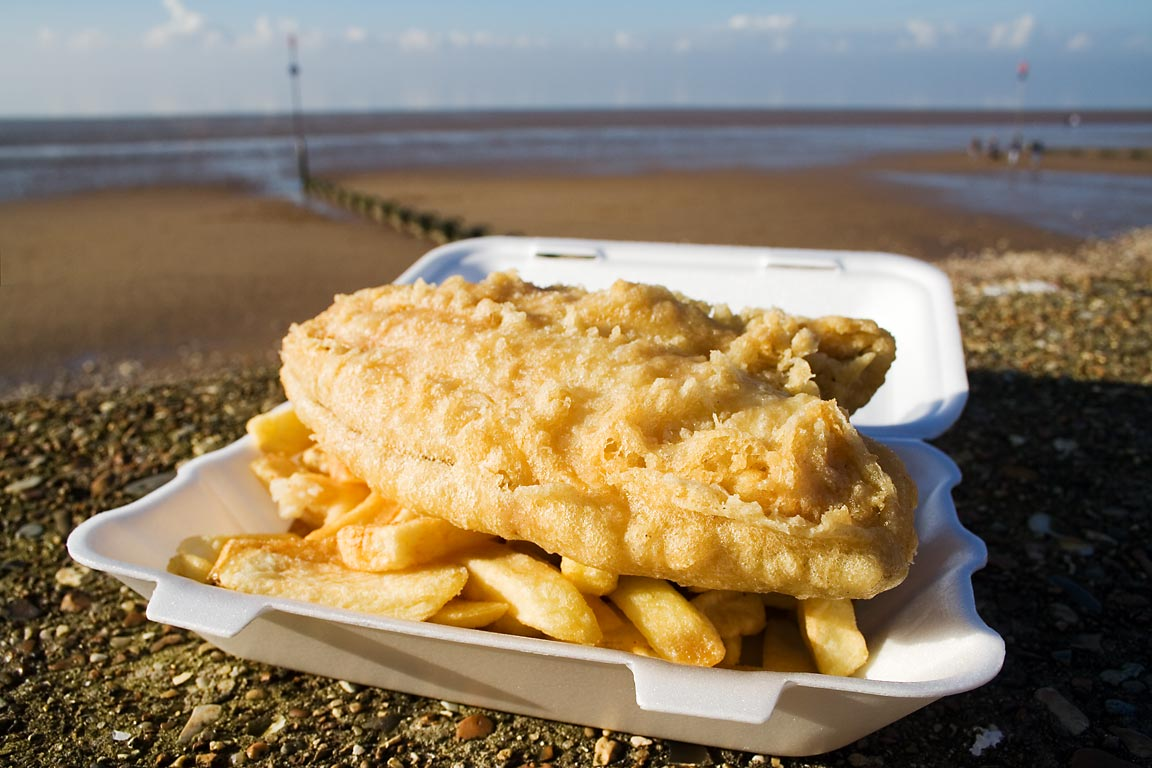
Pește și cartofi prăjiți
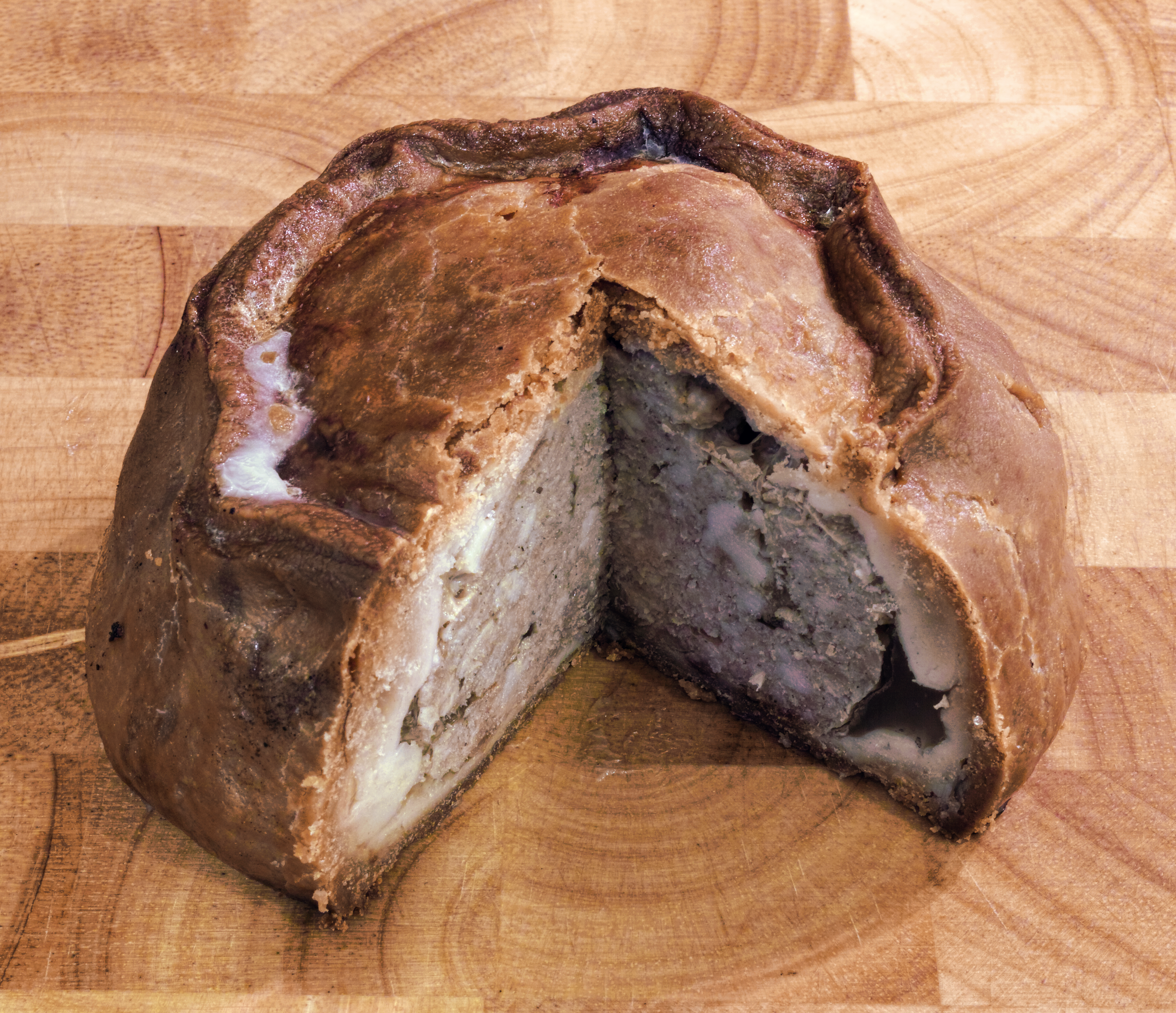
Plăcintă cu care de porc
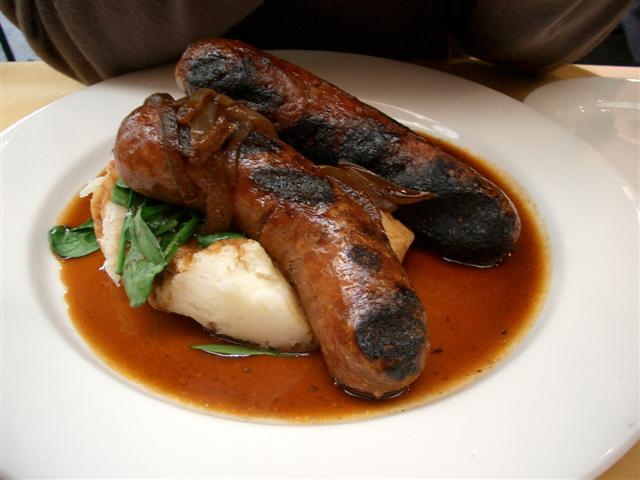
"Bangers and mash": cârnați din perioada Romană și piure de cartofi
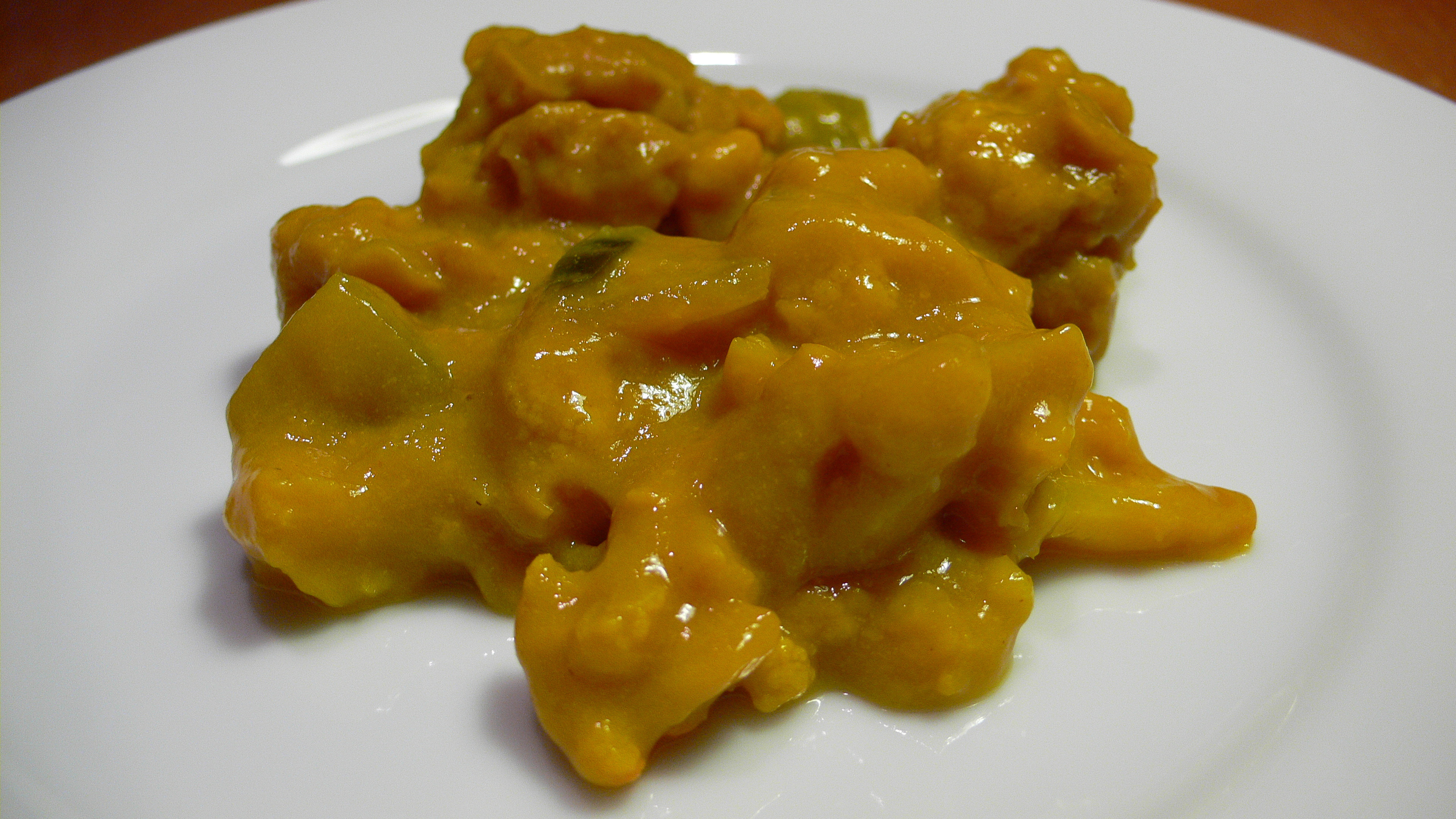
Piccalilli
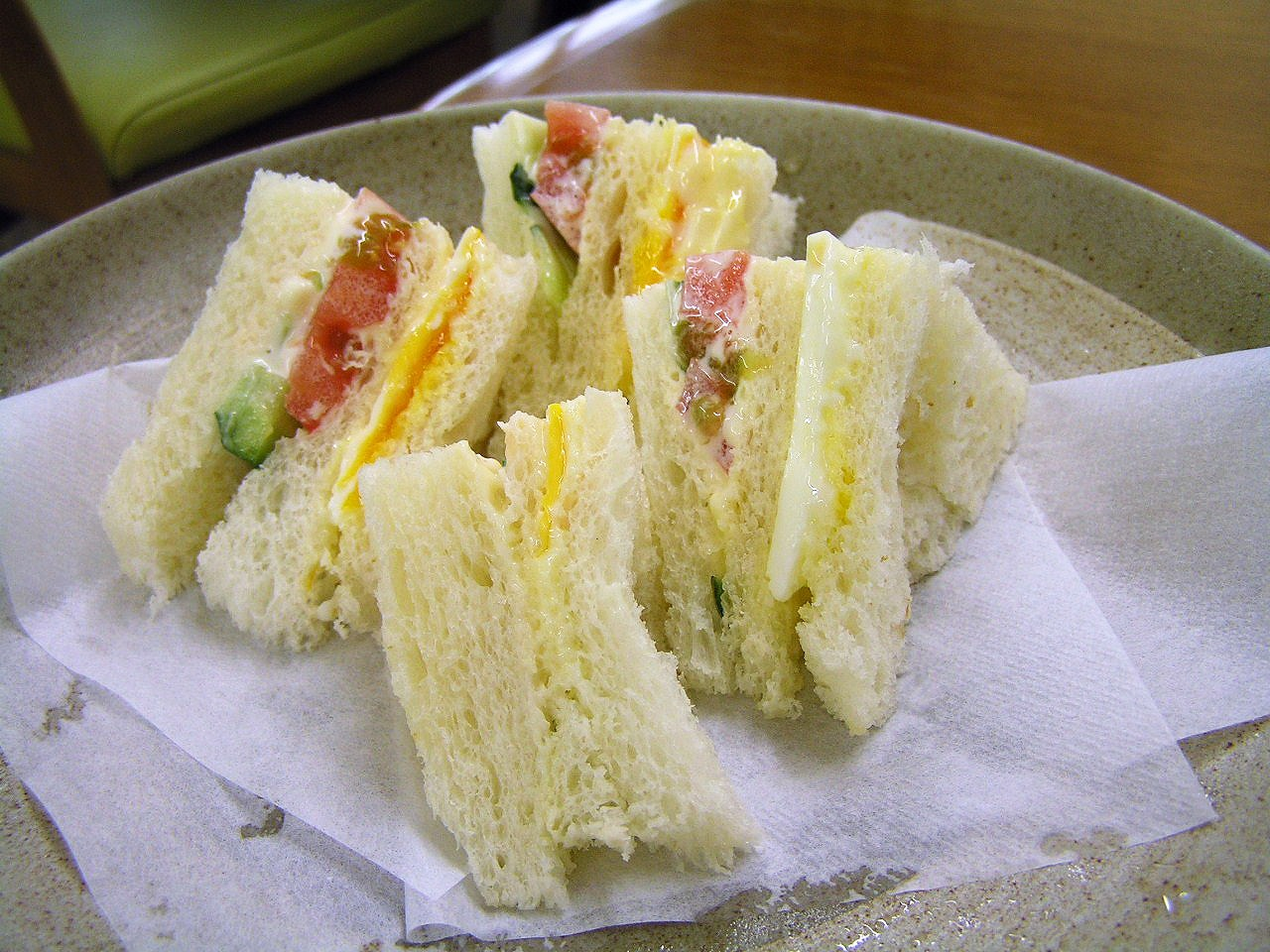
Sandvișuri engleze în 1762
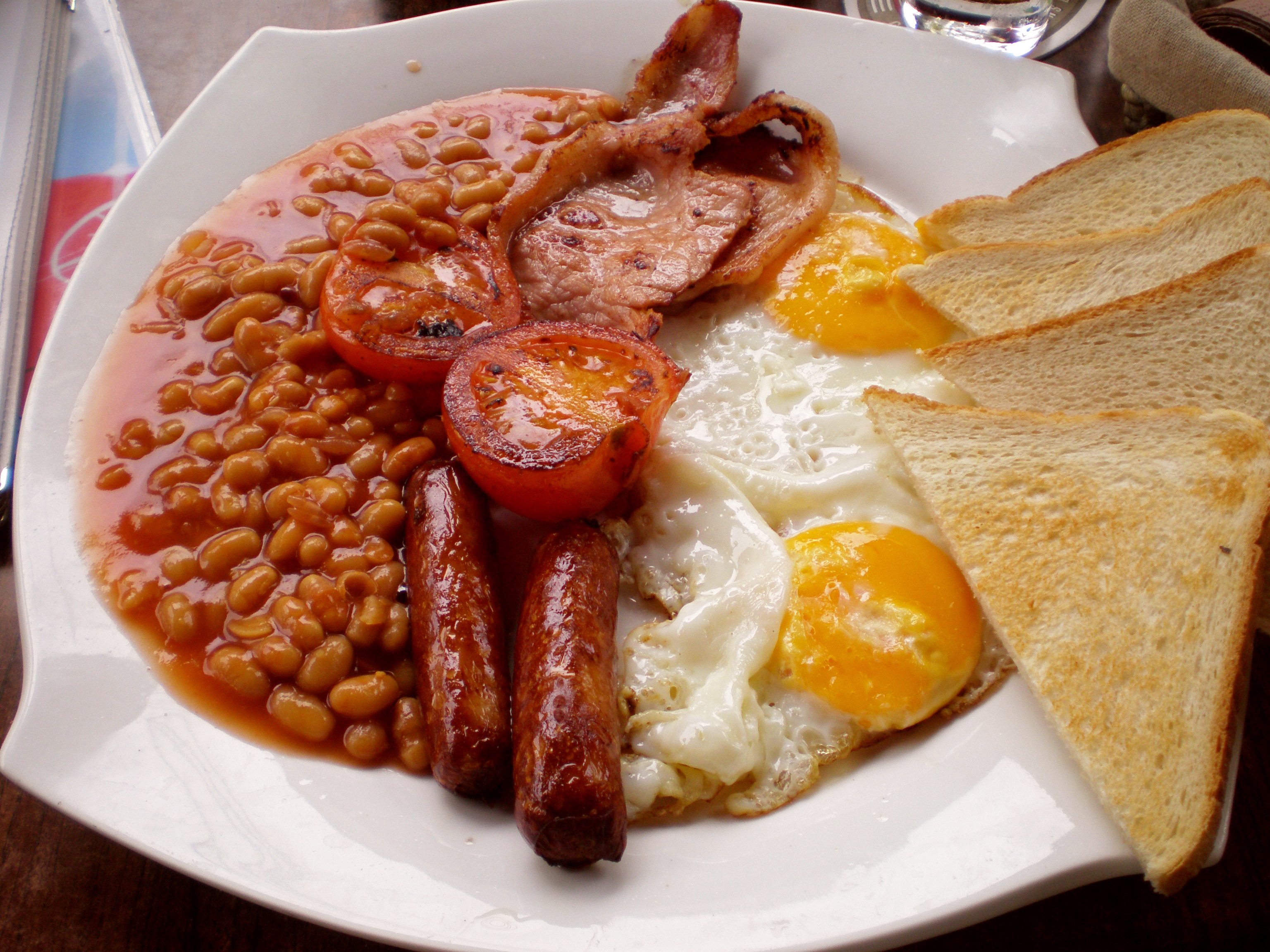
Micul dejun englez complet (secolul al XIX-lea) cu cârnați, bacon, roșii (din America[48]) și ouă
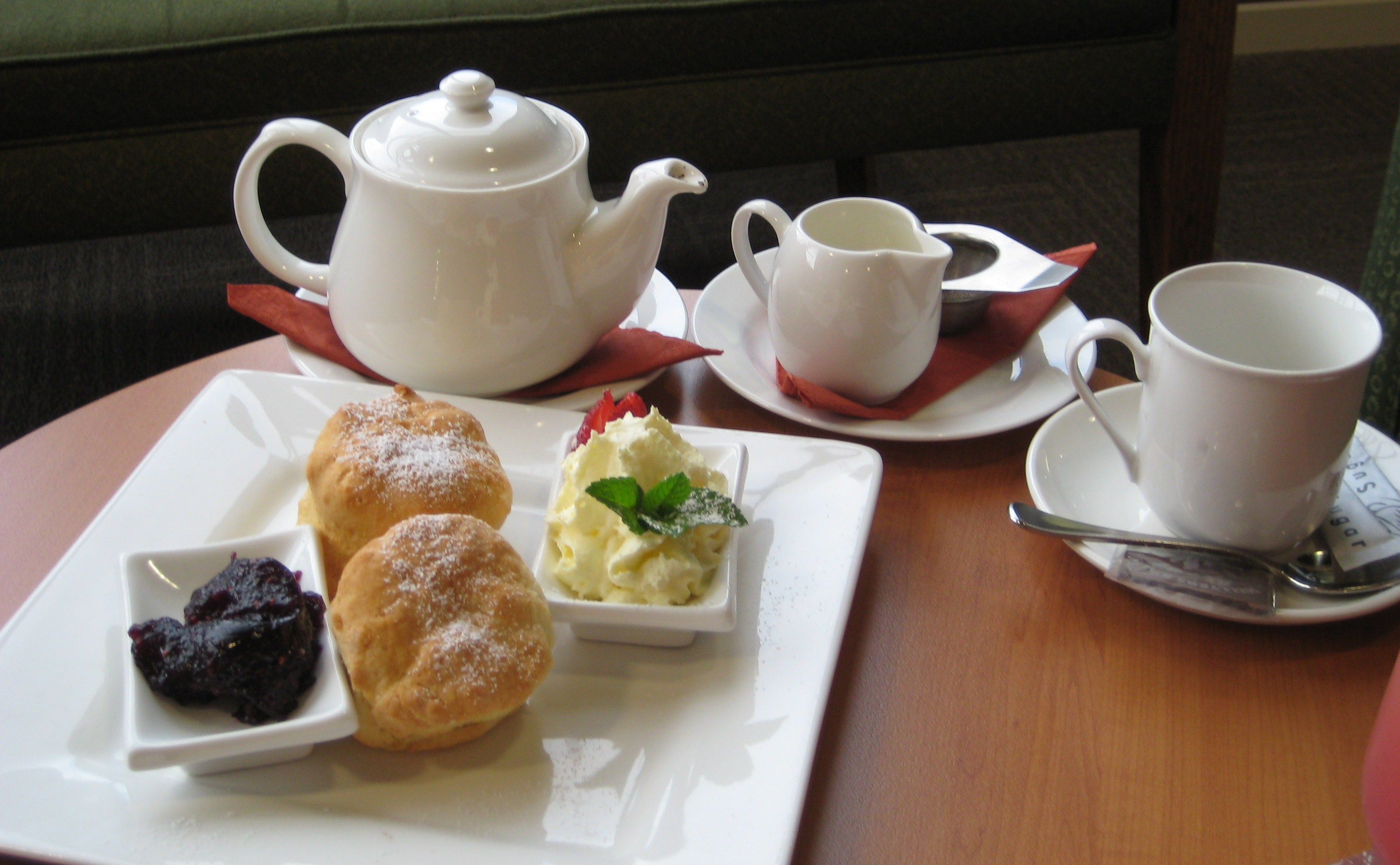
Gustare: ceai (c. 1660),[49]  biscuiți, frișcă și dulceață de zmeură
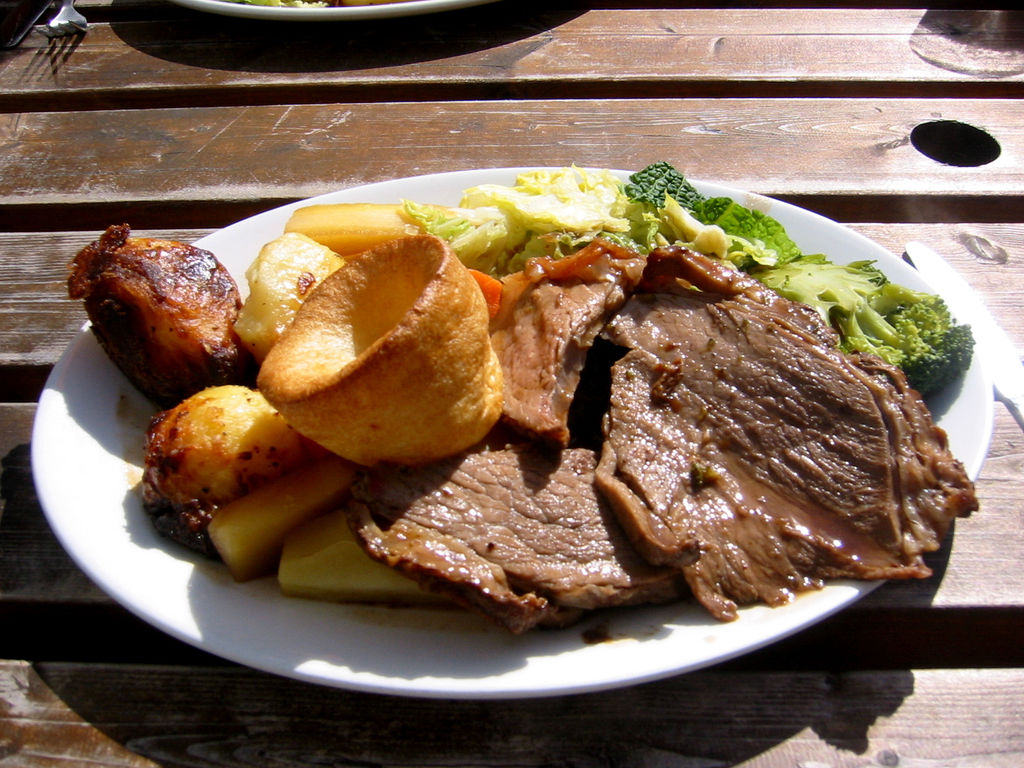
Grătarul de duminică: carne de vită la grătar, cartofi prăjiți legume și budinci Yorkshire
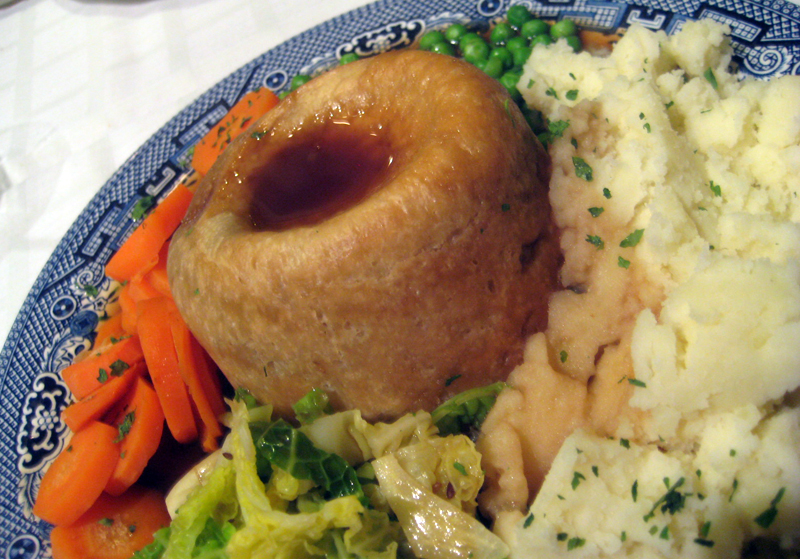
Budinci cu carne și rinichi
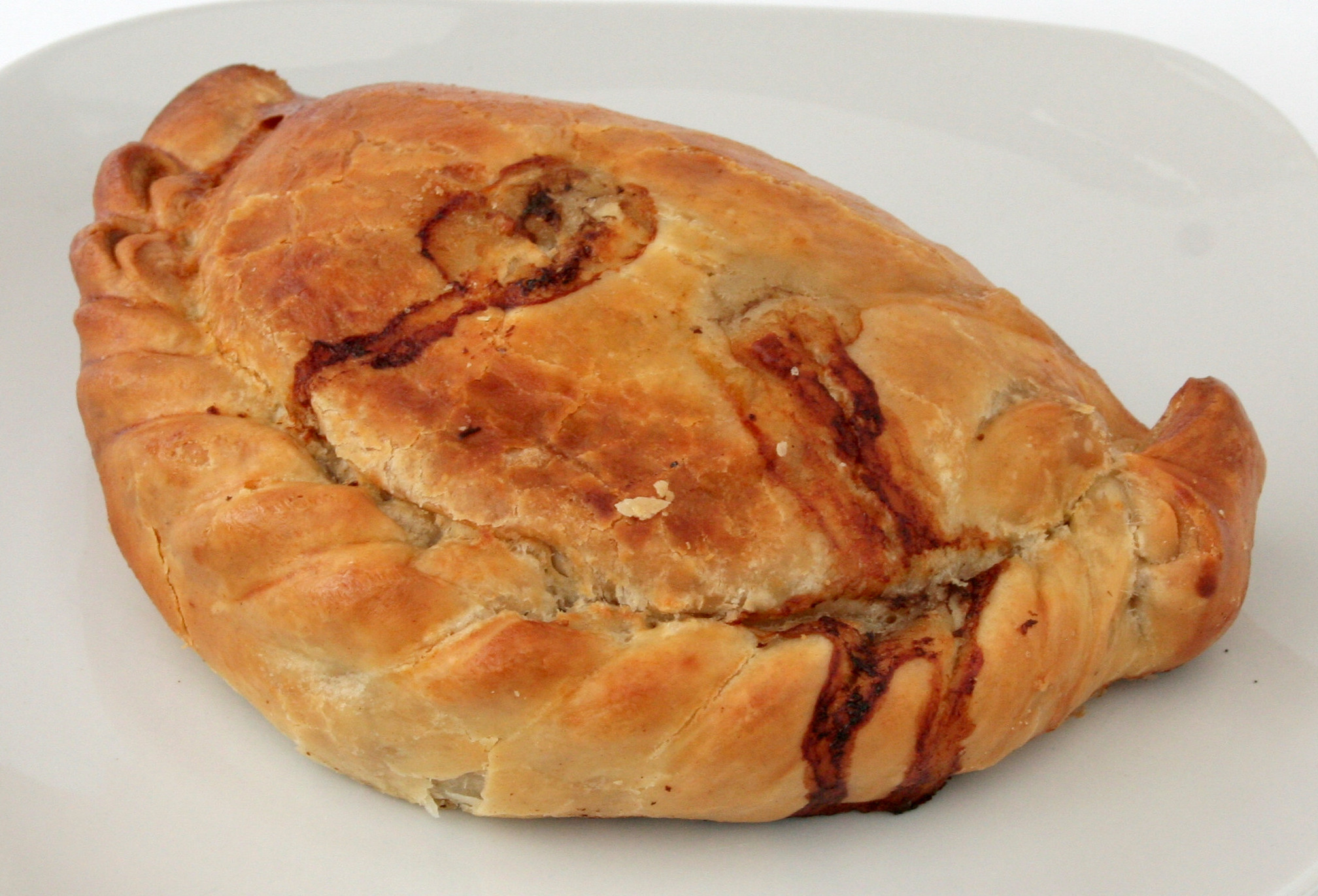
Pateu din Cornwall
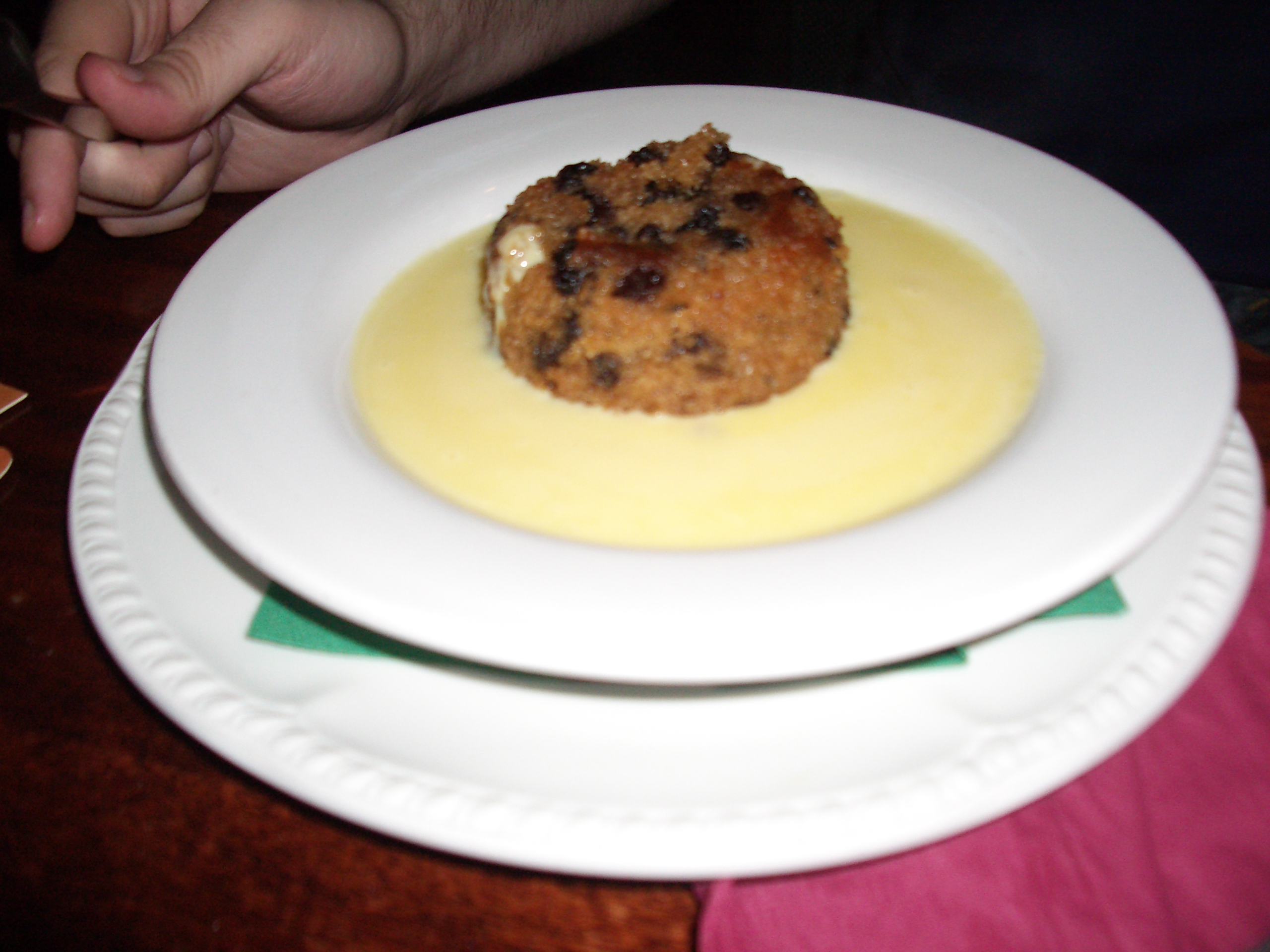
Desert: budincă și cremă
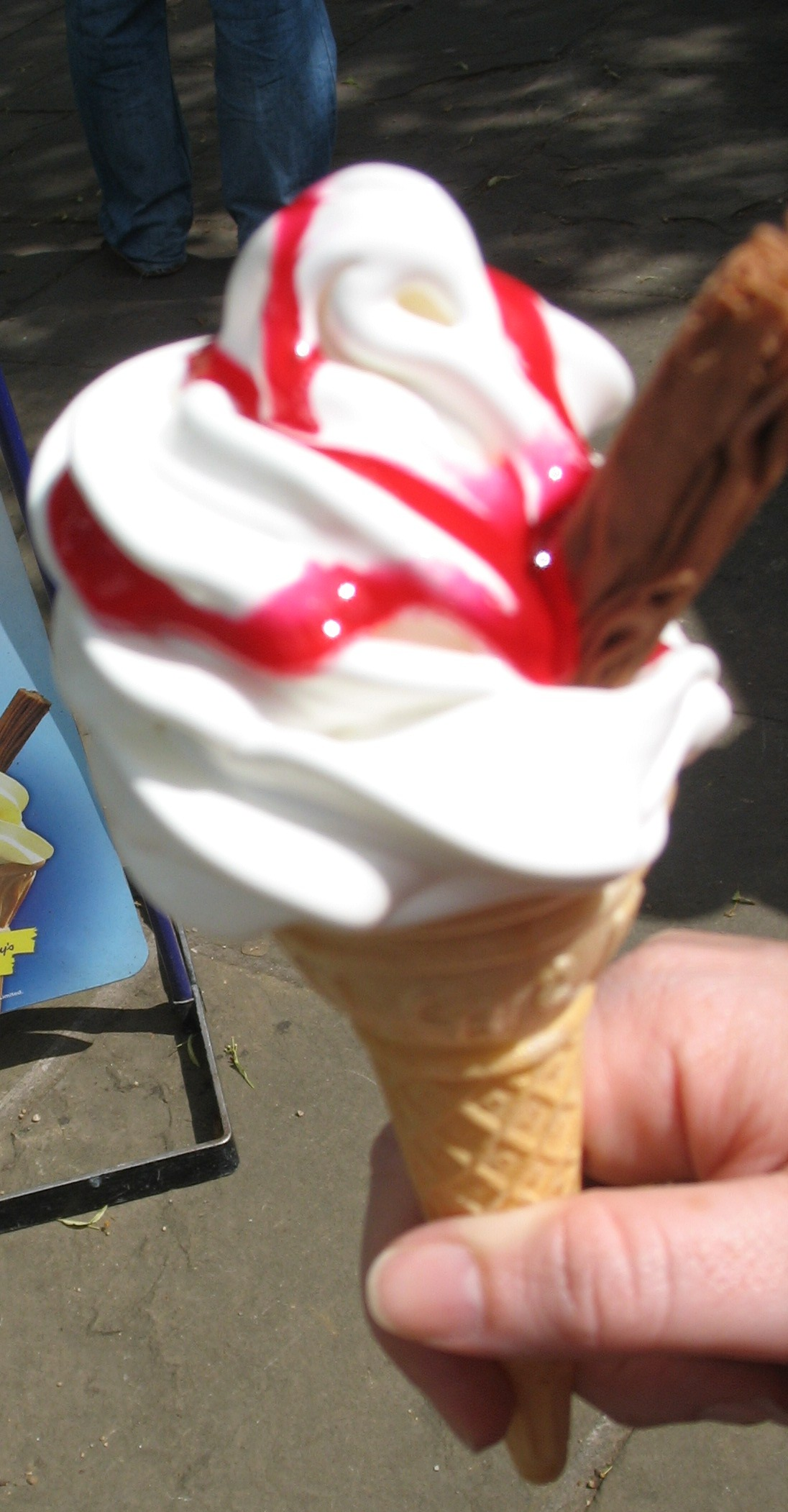
Înghețată la cornet

## Influența străină
Gastronomia engleză era deschisă ingredientelor și influențelor străine încă din secolul XIII,  și în cazul unor alimente precum cârnații din vremea romanilor. Contesa de Leicester, fiica regelui Ioan a cumpărat cantități mari de scorțișoară,  iar regele Eduard I a comandat cantități mari de condimente precum piper și ghimbir, dar și zahăr care va deveni mai târziu un scump produs importat.   Clarissa Dickson Wright contestă ideea foarte răspândită că aceste condimente erau folosite pentru a ascunde  gustul cărnii stricate, ea subliniază faptul că această metodă ar fi fost fatală în acea vreme, precum ar fi și astăzi, de altfel. În schimb, ea sugerează faptul că aceste condimente erau folosite pentru a ascunde gustul de sare, care se folosea pentru a păstra mâncarea, în lipsa frigiderelor.  . 
Celebrul bucătar englez  Fanny Cradock a afirmat: „Englezii nu au avut niciodată o bucătărie. Chiar și budinca Yorkshire provine din Burgundia . "   Nicola Humble a observat faptul că în Mrs Beeton’s Book of Household Management se găsește aproape același număr de rețete din India ca și numărul celor din Țara Galilor, Scoția și Irlanda de Nord împreună.   Panayi a creat o adevărată controversă afirmând, cu dovezi, că peștele cu cartofi prăjiți are origini străine: peștele prăjit vine din bucătăria evreiască, iar cartofii prăjiți vin din Franța; preparatul a ajuns să fie o identitate națională din 1930. Bucătăria franceză a influențat puternic bucătăria engleză de-a lungul secolului al XIX-lea, iar bucătari celebri precum frații Roux și Raymond Blanc continuă să facă asta în Anglia secolului XXI.  

### Rolul Imperiului

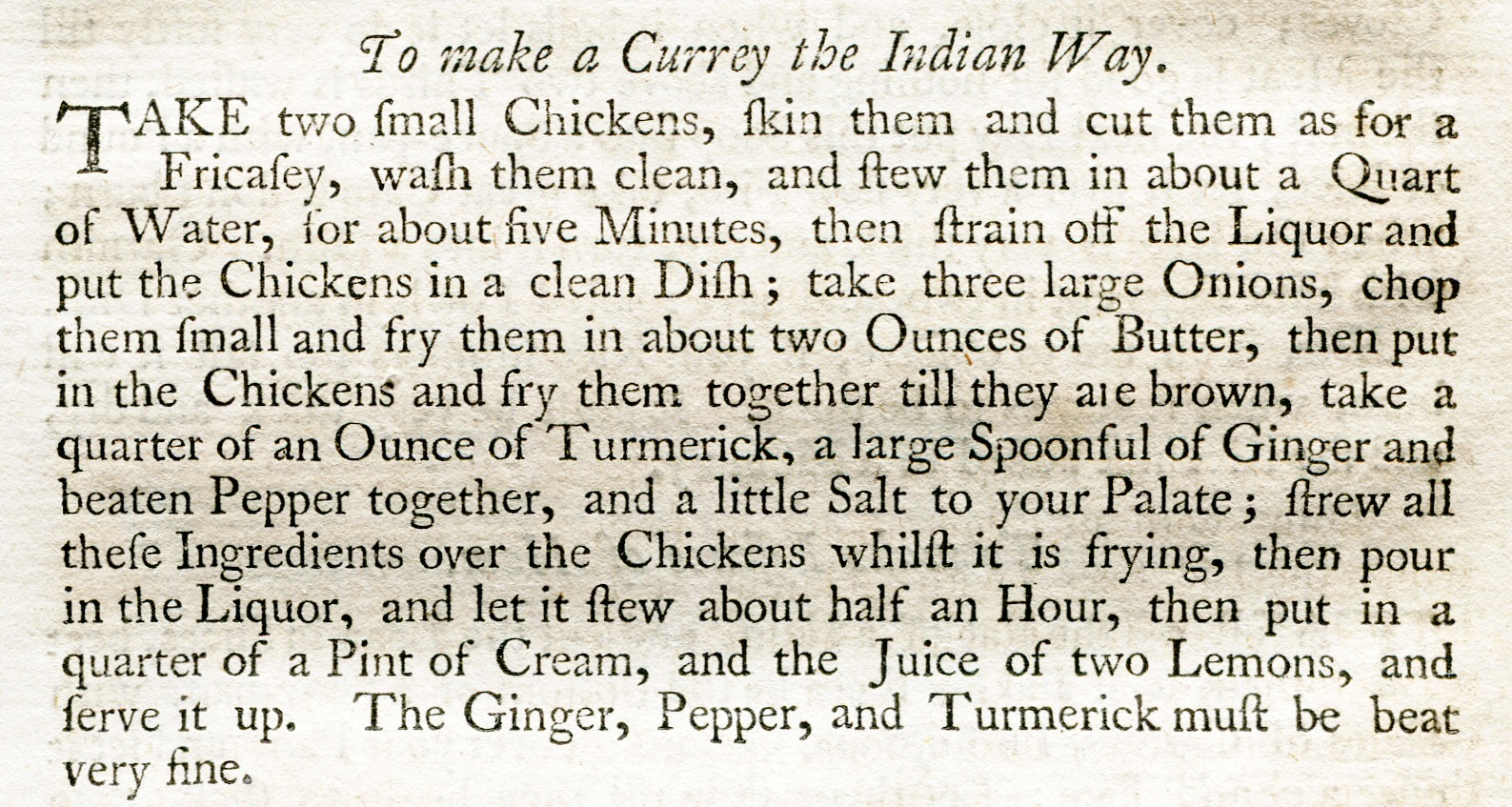
Extract To make a Currey the Indian Way din The Art of Cookery de Hannah Glasse, 1758, pagina 101

Curry a apărut în Anglia în urma sosirii britanicilor în India. După spusele lui Lizzie Collingham, acesta era un sos iute folosit pentru a adăuga „savoare mâncărurilor fără gust cum ar fi preparatele  din carne fiartă sau prăjită". Ediția din 1758 a cărții The Art of Cookery a lui Hannah Glasse conține ceea ce Clarissa Dickson Wright numea o „rețetă faimoasă”  care descrie cum care prezintă cum „să prepari curry în stilul indian”. Astfel, puiul se aromatizează cu ceapă călită în unt și se prăjește cu turmeric, ghimbir și piper măcinat și apoi se înăbușe cu smântână și zeamă de lămâie. Dickson Wright recunoaște că a fost puțin sceptică în privința acestei rețete care folosea puține condimente, însă rezultatul final a surprins-o prin aroma inedită. 
Procesul de adaptare a gătitului indian a continuat secole de-a rândul. Rețetele anglo-indiene foloseau carne de porc sau vită, ignorând complet regulile dietei indiene. Ficatul cu bacon și curry, era una dintre  rețetele populare care conțineau pudră de curry, pe când, meniuri ca kedgeree sau tocănița de orez și linte khichari au fost adaptate gustului englezesc. Curry a fost acceptat în aproape toate cărțile de bucătărie din epoca victoriană. În cartea Modern Cookery for Private Families  (1845) scrisă de Eliza Acton se găsesc rețete de momițe cu curry sau paste cu sos de curry, introducând astfel feluri de mancare indiene sau europene în gastronomia englezească.  În 1895 curry a fost inclus și într-o carte de bucătărie pentru clasele sociale mai sărace, Dainty Dishes for Slender Incomes.  
Influența străină nu a fost nicidecum limitată la anumite feluri de mâncare. James Walvin, în cartea sa Fructe ale Imperiului, susține că cartofii, zahărul (importat în totalitate până în jurul anului 1900 și creșterea sfeclei de zahăr ), ceaiul și cafeaua, precum și cantitățile crescânde de condimente erau considerate „Roadele Imperiului” care s-a stabilit în Marea Britanie între 1660 și 1800, astfel încât până în secolul al XIX-lea „originile lor exotice se pierduseră în negura timpului”  și deveniseră „parte a țesăturii incontestabile a vieții locale”. 

### Bucătăria indiană și anglo-indiană

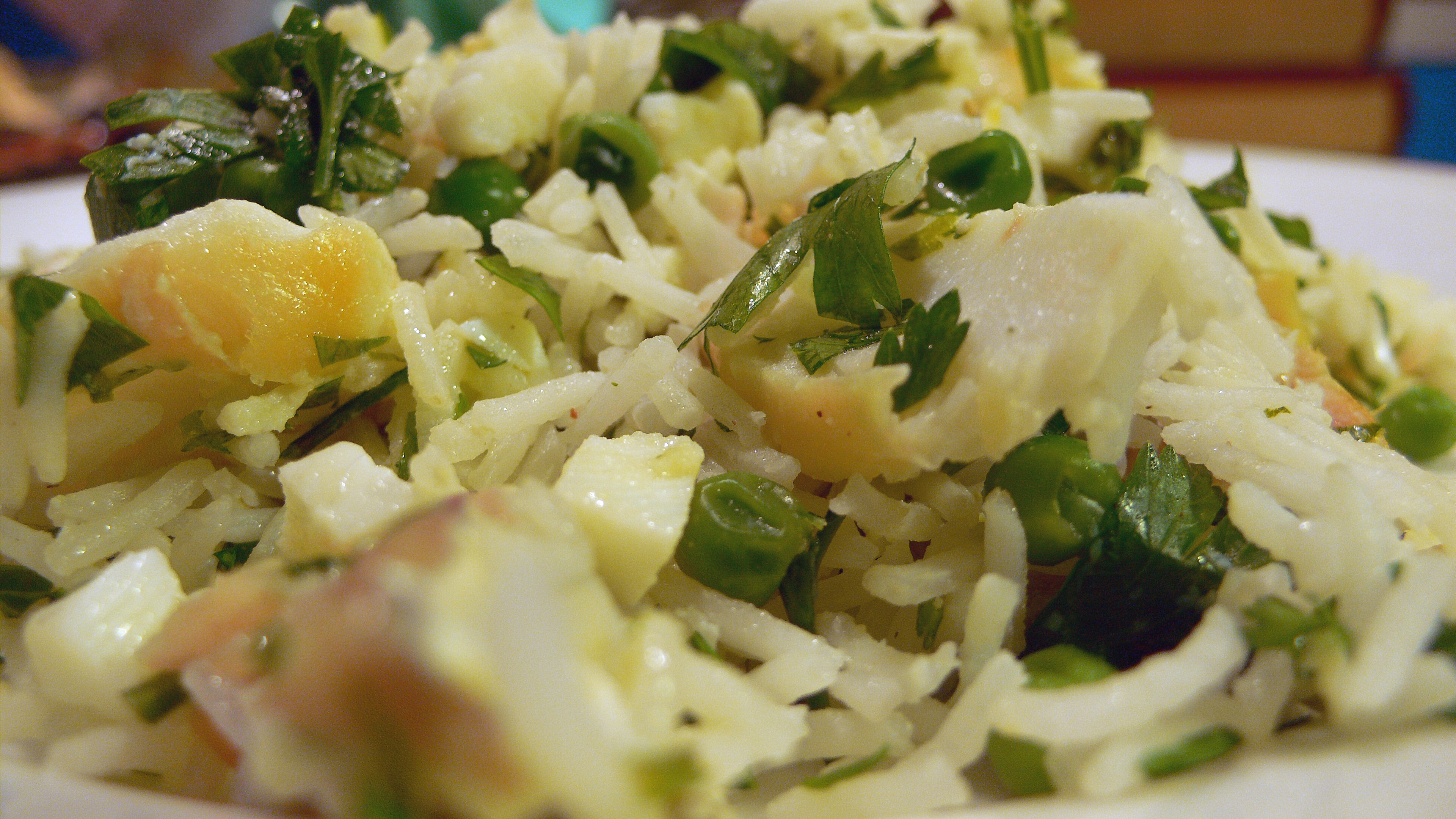
Kedgeree, 1790, a devenit un preparat popular pentru micul dejun în secolul al XIX-lea.

În timpul Rajului britanic, Marea Britanie a început să preia preparate indiene, creând bucătăria anglo-indiană, cu feluri de mâncare precum Kedgeree (1790) și supă Mulligatawny (1791).  După cum reiese din cărțile de rețete ale vremii, mâncarea indiană era servită în cafenele din 1809 și gătită în casă cam din aceeași perioadă. Restaurantul Veeraswamy din Regent Street, Londra, a fost deschis în 1926, servind la început mâncare anglo-indiană și este cel mai vechi restaurant indian supraviețuitor din Marea Britanie.  O ascensiune a numărului de magazine de curry a fost sesizată în anii 1940 și în 1970.

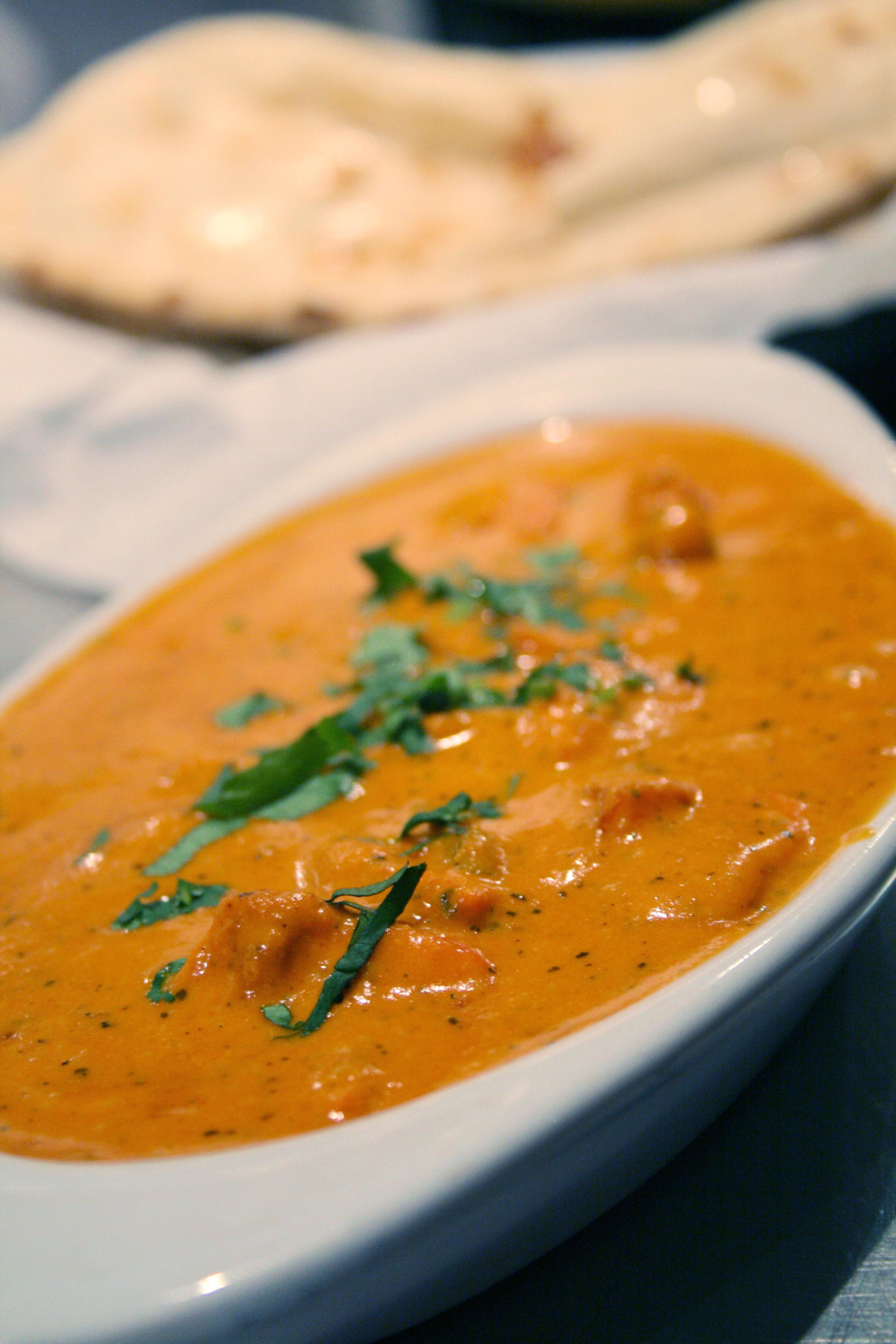
Puiul tikka masala, 1971, adaptat de la puiul indian tikka și numit „un adevărat fel de mâncare național britanic”.

Acest preparat post-colonial și anglo-indian, puiul tikka masala, pare să fi fost inventat la Glasgow la începutul anilor 1970, în timp ce specialitatea gastronomică balti⁠(d) a fost introdusă în Marea Britanie în 1977, la Birmingham. .  În 2003, în Marea Britanie erau aproximativ 9000 de restaurante în care se servea mancare cu specific indian. Marea majoritate  a acestora sunt conduse de antreprenori din Bangladesh sau Pakistan (adesea Sylhet) și pakistanezi. Conform Britain's Food Standards Agency, în 2003, industria gastronomică indiană din Marea Britanie a însumat 3.2 miliarde de lire sterline, contabilizând două treimi din totalul meselor în oraș și servind aproximativ 2.5 milioane de clienți britanici în fiecare săptămână. Restaurantele cu specific indian permit cantinelor sa combine ingrediente de bază - pui, creveți sau carne de miel sau de oaie - cu sosuri curry – de la temperatul korma până la extrem de picantul phall - fără a ține cont de autenticitatea combinației. Punctul de referință pentru aroma și căldura condimentelor este sosul curry Madras (denumirea reprezintă zona Indiei în care restauratorii și-au obținut condimentele, mai degrabă decât un fel de mâncare reală). Alte sosuri sunt uneori variații ale unui curry obișnuit: de exemplu, vindaloo este adesea prezentat ca un fel de mâncare bazat pe carne de miel sau pui,  foarte picant condimentată, cu sos Madras si extra chilli, și nu ca un preparat britanico-indian din porc marinat  oțet de vin și usturoi, bazat pe  unui fel de mâncare portughez Goan carne de vinha d'alhos .  
Restaurantele indiene și bucătăria lor din Marea Britanie s-au îndepărtat gradual de obișnuiții pereți tapetați și meniurile standardizate.Unul dintre înaintașii acestei inițiative a fost Bombay Brasserie deschis în 1982 în Londra, pe Gloucester Road și care servea adevărata mâncare indiană. A fost urmat în 1990 de Chutney Mary din Chelsea. În 2001, două restaurante cu specific indian din Londra, Tamarind (deschis în 1995) și Zaika (deschis în 1999), au obținut stele Michelin pentru calitatea mâncărurilor lor.
Bucătăria indiană este cea mai populară alternativă a preparatelor tradiționale britanice, fiind urmată de cea chineză și italiană. În 2015, puiul tikka masala a fost una dintre cele mai populare mâncăruri din Marea Britanie.

### Alte influențe

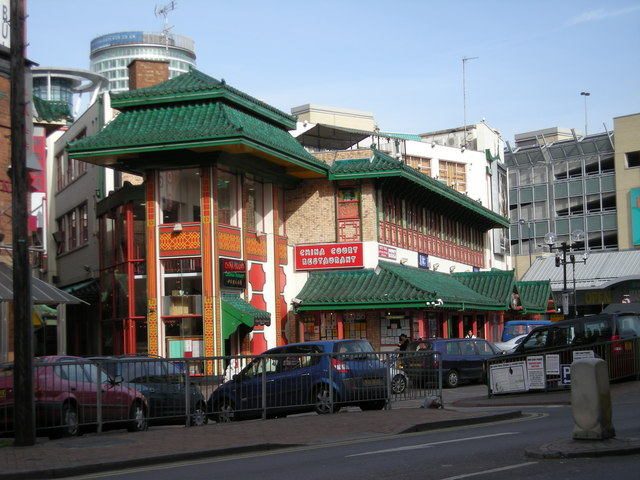
Un cartier chinezesc din orașul Birmingham

Bucătăria orientală a devenit destul de cunoscută în Anglia. Bucătăria chinezească s-a consacrat pe teritoriul englezesc din anii 1970, prin faptul că exista câte un cartier al chinezilor în marile orașe. Primul cartier chinezesc din zona aristocrată Soho s-a dezvoltat în perioada interbelică. Provenind din bucătăria cantoneză, mâncarea servită în restaurantele chinezești din Anglia a fost adaptată după gustul englezilor. Începând cu anul 1980, gastronomia specifică sud-estului Asiei, mai ales tailandeză și vietnameză, a început să devină populară în Anglia.
Bucătăria italiană este cea mai populară  din Anglia. În forma sa actuală, cu o mulțime de pizza și paste, inspirate de Elizabeth David, creșterea sa a început după 1945. Au existat câteva restaurante italiene înainte de cel de-al doilea război mondial, dar în cea mai mare parte au servit o înaltă bucătărie generalizată. La scurt timp după război, au apărut cafenelele italiene, primele locuri de tranzacționare pe italianitatea lor; în curând au început să vândă mâncare italiană simplă și ieftină, cum ar fi supă minestrone, spaghete bolognese și pizza. De la începutul anilor 1960, restaurantele trattoria puțin mai elegante ofereau „specialități italiene”, cum ar fi lasagne verde al forno (lasagne la cuptor, colorată cu spanac).  Alte influențe mediteraneene includ  grecească, feta și taramasalata, doner turcesc și kebab-uri  și  din Orientul Mijlociu . 
Bucătăria franceză se limitează la restaurante de lux, chiar dacă există și câteva bistro-uri cu prețuri mai reduse. Pentru mulți ani, scriitori precum Hannah Glasse (secolul al XVIII-lea) și Andrew Kirwan(secolul al XIX-lea) erau sceptici în privința mâncărurilor franțuzești.  Oricum, restaurantele care seveau adevărate delicii franțuzești (haute cuisine) erau concepute pentru clasele sociale de mijloc și superioare. În 1890, celebrul chef francez Escoffier a fost agajat de hotelul Savoy din Londra. Cartea lui  Marcel Boulestin , scrisă în 1923, „Simple French Cooking for English Homes” a contribuit enorm la răspândirea preparatelor franțuzești.

## Localuri

### Cafenele și ceainării
Cafeneaua englezească este un loc ieftin și restrâns de luat masa. Cafenelele cu cantină servesc în special mâncare prăjită în ulei sau pe grătar, cum ar fi: omlete, bacon, cârnăciori cu piure, cârnați în sânge, cartofi fierți cu varză, burgeri, cârnați, ciuperci și cartofi prăjiți. Acestea pot fi servite cu iahnie de fasole, roșii opărite sau pâine prăjită. Aceste preparate fac parte din micul dejun englezesc, deși pot fi consumate toată ziua. Deși aceste localuri sunt dezavantajate de expansiunea lanțurilor de fast food, încă se mețin numeroase în Marea Britanie.
Ceainăria este un mic restaurant unde se servesc băuturi răcoritoare și aperitive, într-o atmosferă liniștitoare. Clienții pot savura ceaiul cu frișcă în stilul Cornshire sau Devonshire, servit în seturi de porțelan împreună cu scones cu gem sau smântână grasă.

### Restaurante fast-food cu pește și cartofi prăjiți
Peștele cu cartofi prăjiți  este un fel de mâncare caldă care conține file de pește pane, cel mai adesea cod atlantic sau eglefin, și este un fel răspândit de mâncare la pachet. 
Evreii sefarzi din vest, care s-au stabilit in Anglia din secolul al XVI-lea, ar fi preparat pește prăjit, tăvălit prin făină și prăjit în ulei.  
Cartofii prăjiți au apărut în era victoriană. Tarabele cu cartofi prăjiți și pește erau de multe ori deținute de evrei sau italieni.   În ciuda acestui fapt, noul fel de mâncare i-a fost atribuit Franței. The Times declara: „cartofii tăiați și prăjiți după metoda franceză au cunoscut un mare succes când au fost introduși în Lancashire, prin anul 1871”. Gazeta Fish Trades din 29 iulie 1922 susținea că: „ mai târziu, a fost introdusă în această țară  prăjirea și vânzarea cartofilor după modelul francez ... ceea ce a făcut comerțul peștelui prăjit ce este astăzi”. 

### Tavernele cu mâncare

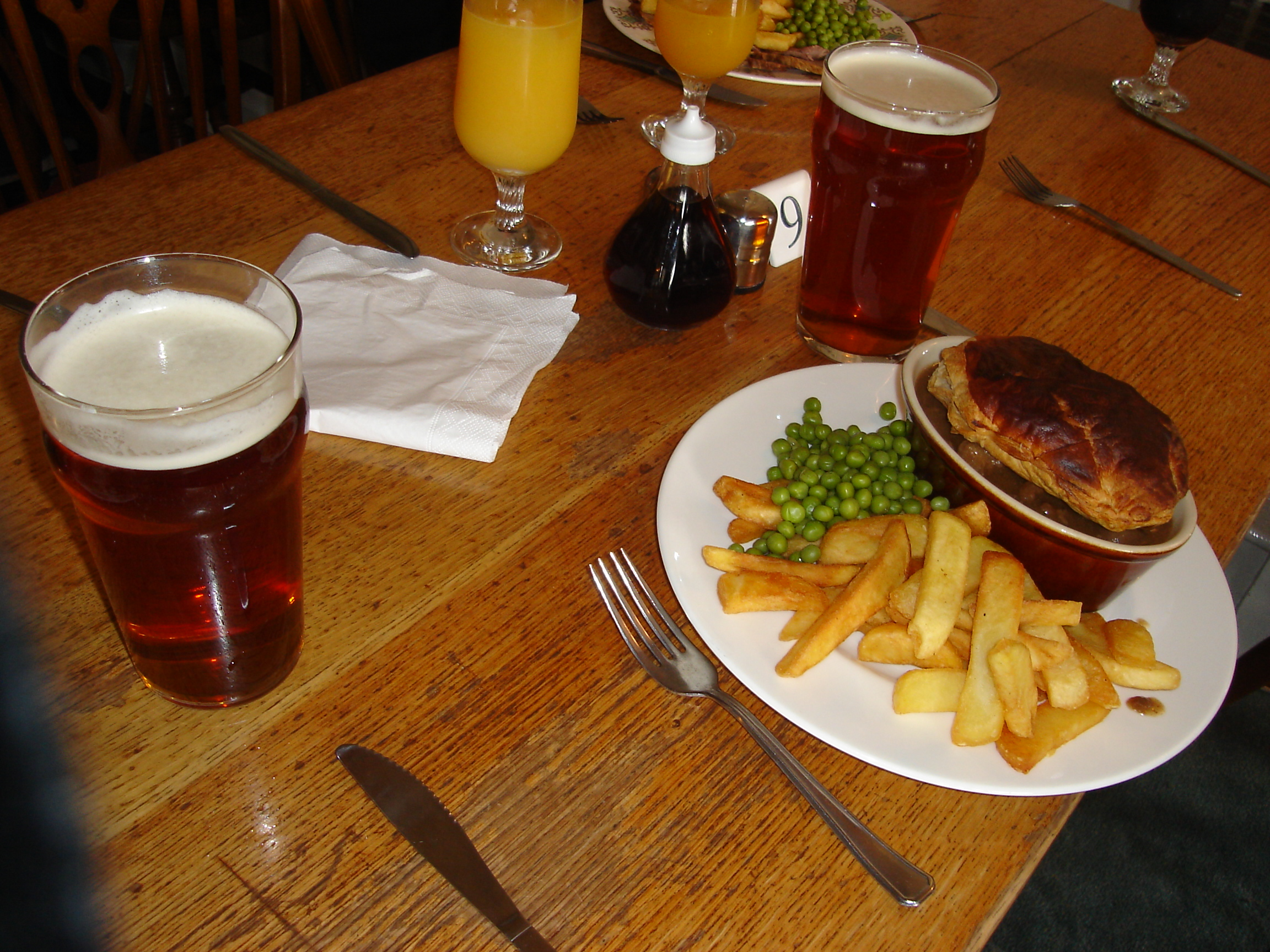
Meniu de tavernă - o plăcintă, împreună cu o halbă

Casa publică sau pub-ul este o faimoasă instituție engleză.La mijlocul secolului XX, pub-urile erau cârciume foarte puțin orientate către servirea mesei. Aici puteai găsi „gustări de bar” precum șorici de porc, ouă murate, chipsuri sărate și arahide, care au contribuit la creșterea vânzărilor de bere. Dacă un pub servea mâncare, acestea erau de obicei feluri de mâncare reci de bază, cum ar fi prânzul unui plugar, inventat în anii 1950.  
În anii 1950, unele taverne britanice au început să dea „o plăcintă la o halbă”, plăcintă caldă cu carne făcută în incinta localului de către patron sau soția lui. În anii 1960, acest obicei a fost dezvoltat, ajungându-se la așa numitul „pui în coșuleț”, o porție de pui prăjit cu cartofi, pus pe un șervețel și într-un coșuleț, de către Mill pub în Withington. Calitatea a scăzut, dar varietățile s-au înmulțit odată cu apariția cuptoarelor cu microunde și a congelatorului. Meniurile de tavernă s-au îmbunătățit, incluzând preparate britanice ca: friptura cu budincă de rinichi, plăcinta păstorului, pește cu cartofi prăjiți, cârnăciori cu piure, masa de duminică sau foietaje.  Înființarea gastropub-urilor din secolul XXI presupunea servirea mâncărurilor la calitate de restaurant în pub-uri, fiind preparate la comandă din ingrediente proaspete. În 1964, pub-urile serveau 9,1 % din mesele în oraș, însă procentul a crescut până la 37,5% în 1997. 

## Vegetarianism
Vegetarianismul occidental modern a fost fondat în Regatul Unit în 1847 odată cu prima societate vegetariană din lume. 
Numărul de vegetarieni a crescut semnificativ de la sfârșitul celui de-[[al Doilea Război Mondial, când erau în jur de 100.000 de vegetarieni în țară. În 2003, erau între 3 și 4 milioane de vegetarieni în Regatul Unit, înregistrându-se unul dintre cele mai ridicate procentaje din lumea occidentală, în timp ce aproximativ 7 milioane de oameni susțineau că nu consumă carne roșie. Din 2015, 11 din 12 lanțuri de restaurante verificate de Societatea vegană, aveau cel puțin un fel principal care nu conținea carne, deși numai 6 dintre acestea le-au etichetat în mod explicit ca feluri de mâncare vegane. Restaurantele cu specific vegetarian rămân destul de puține, deși se înmulțesc rapid: în 2007, în Marea Britanie, erau 20, iar în 2010 numărul lor crescuse până la 30. 

## Calitate

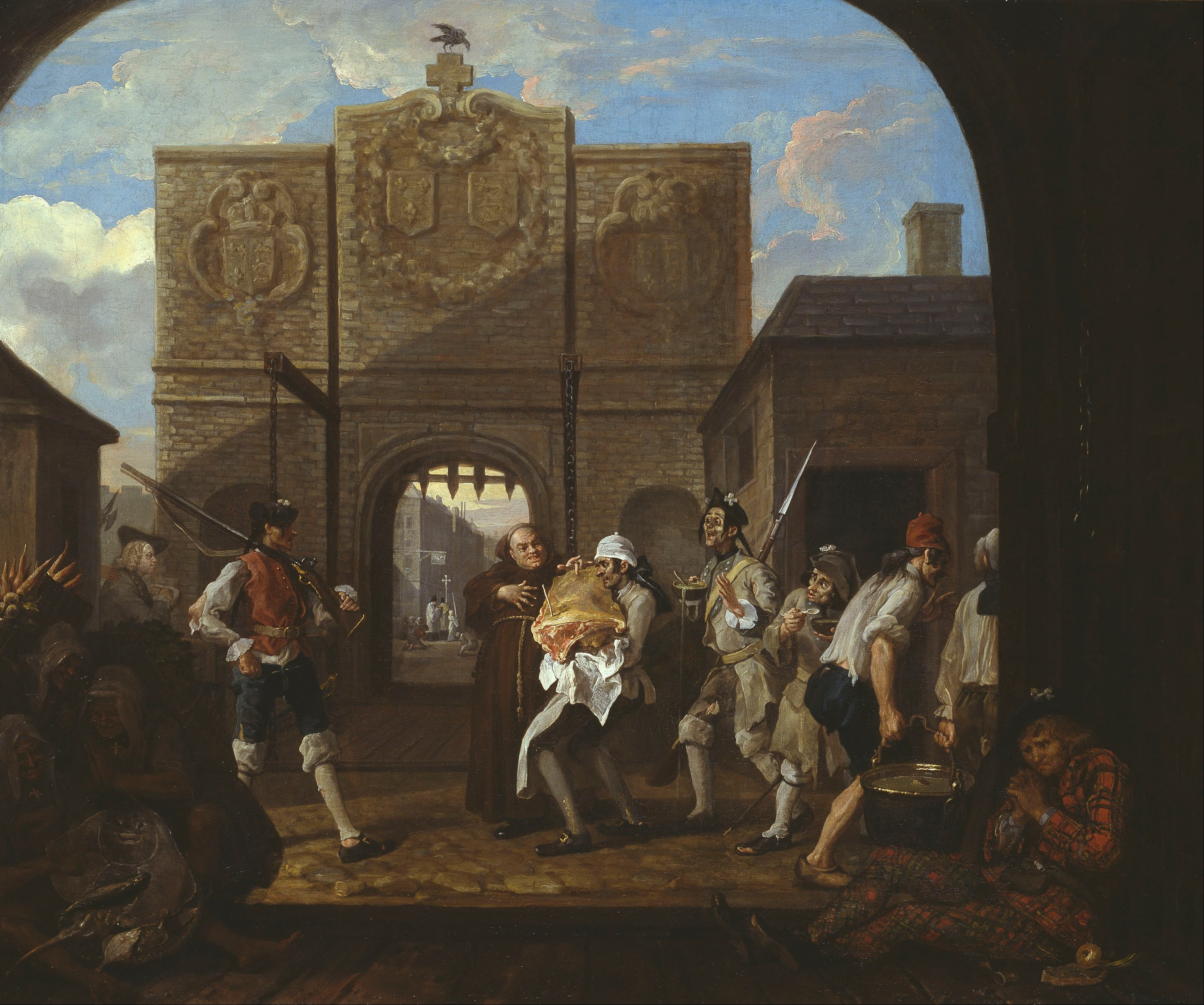
Pictura lui William Hogarth, O The Roast Beef of Old England (Poarta Calaisului), 1748

În secolul XX, bucătăria englezească a suferit o reputație scăzută pe plan internațional. Keith Arscott de la biblioteca Chawton House comentează „într-un timp, oamenii nu credeau că englezii se pricep la gătit, deși scriitoarele secolelor XVIII și XIX erau în prim-planul gătitului modern.”    Mâncarea englezească era cunoscută drept fără gust, deși în bucătăria englezilor se foloseau foarte multe condimente înca din Evul Mediu. Tot aceasta a introdus curry în Europa și folosea arome puternice, precum muștarul englezesc.De asemenea, se spunea că era banală, ca friptura de vită, deși acest preparat era apreciat atât în Marea Britanie, cât și în străinătate, puțini oameni permițându-și-l.  „Roast Beef of Old England” lăudat de William Hogarth în pictura sa din 1748 celebra calitatea înaltă a vitelor engleze, pe care francezii de la „Poarta Calaisului ” (celălalt nume al picturii sale) nu le puteau privi decât cu invidie.  
Criza și raționalizarea alimentelor in timpul războiului au dus la scăderea varietății și aromelor mâncărurilor englezești. Totuși, nu mult timp după al Doilea Război Mondial, bucătăria englezească a reușit să depășească acel declin, revenind în forță cu și mai multe ingrediente inovative.

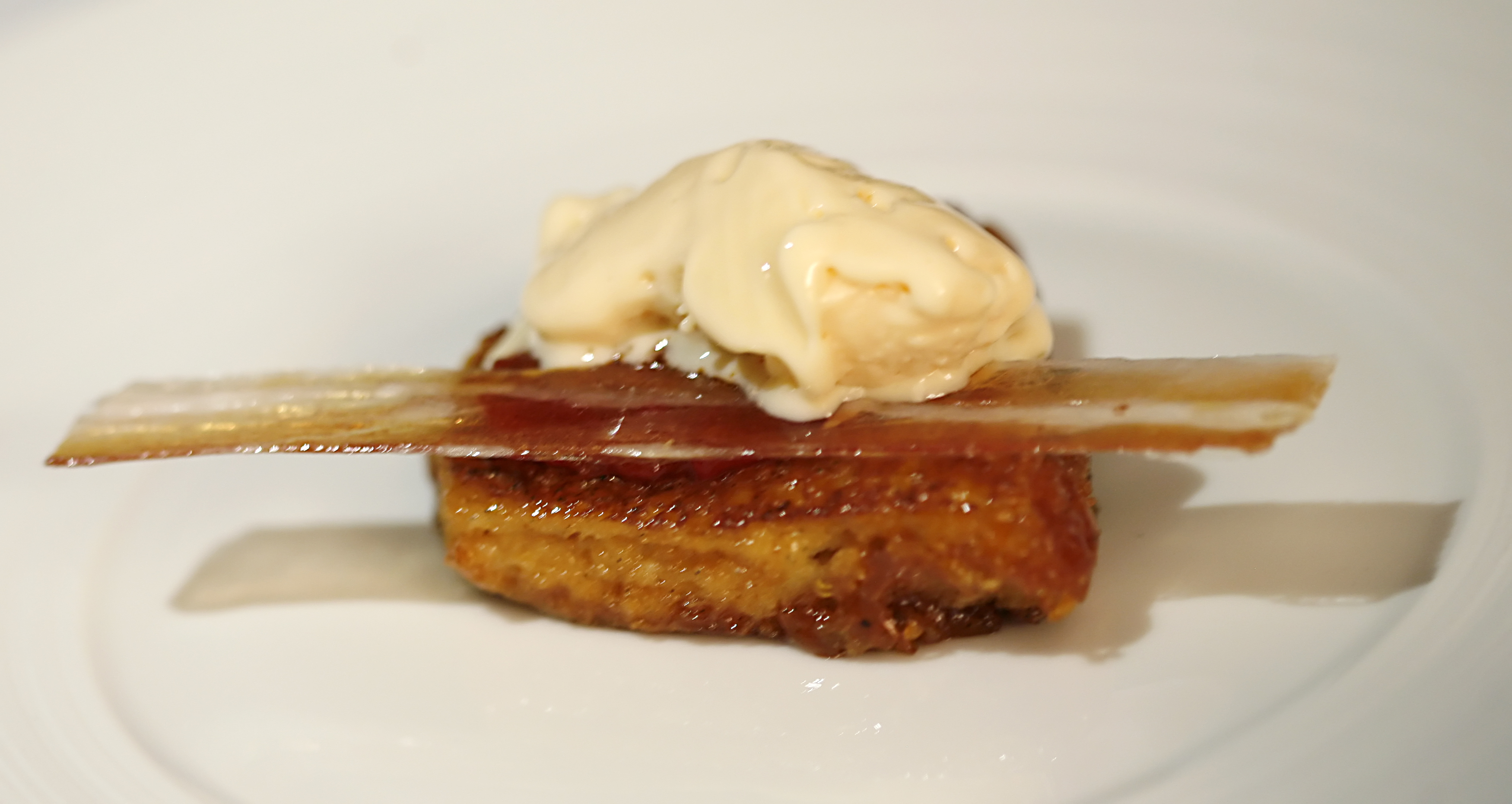
Înghețată de omletă și bacon, servită la restaurantul The Fat Duck

În 2005, 600 de critici care au scris pentru British Restaurant Magazine au numit 14 restaurante britanice în topul celor 50 cele mai bune restaurante din lume, locul 1 fiind câștigat de restaurantul The Fat Duck, din Bray, Berkshire, condus de chef Heston Blumenthal. Ascensiunea la nivel gobal a Londrei i-a conferit o poziție de conducere în gastronomia internațională. 
Între timp, lista mâncărurilor și băuturilor britanice cu statut protejat (PDO) în conformitate cu legislația Uniunii Europene s-a mărit rapid cu 59 de produse. Printre acestea se numărau  sardinele din Cornwall, brânza Wensleydale și rubarba artificială din Yorkshire, dar și cultura tradițională de țelină „Fenland celery”, carnea de vită și miel specifică țărilor vestice și cârnații Cumberland. Până în 2016 existau 12 tipuri de brânză englezească, protejate cu statutul PDO. 